# Bunuri mobile din domeniul arheologie clasate în patrimoniul cultural național al României aflate în județul Satu Mare
Acestă listă conține bunurile mobile din domeniul arheologie clasate în Patrimoniul cultural național al României aflate la momentul clasării în județul Satu Mare.

## Tezaur
| Foto | Informații generale                                                | Detalii tehnice | Descriere | Deținător             | Legături |
| ---- | ------------------------------------------------------------------ | --- | --- | --------------------- | -------- |
|      | Coif                                                               | Descoperit: jud. SATU MARE, Piscolt, Via Veche Material: bronz; batere | Coiful este lucrat din tablă de bronz, are formă de clopot, având grosimea în partea sa interioară de 3 mm. Se compune din două părți, calota și butonul de ornament. La baza calotei sunt executate șapte găuri mici rotunde pentru montarea căptușelii de piele. Pe calotă s-au observat urmele unei lovituri puternice care a spart coiful, iar ulterior au fost reparate cu o bucată de bronz prinsă în nituri. Butonul de bronz care împodobește partea superioară a calotei este lucrat prin turnare și fixat ulterior. Este de formă conică și se termină într-un buton globular perfort în mijloc. Orificiul servea probabil pentru fixarea diferitelor pene de păsări. Pe corp are ca ornament mai multe cercuri concentrice, reliefate. La bază cercurile concentrice sunt mai late fiind umplute cu linii mici incizate. Împreună cu coiful a fost descoperit și un vas de bronz cu gura largă, ușor evazată, fundul profilat cu umbo, în interior. | Muzeul Județean, Satu | Cimec    |
|      | Ceașcă                                                             | Datare: 1000-900 î.d...Chr. Descoperit: jud. SATU MARE, Pișcolt Material: bronz, batere | Ceașca este lucrată din tablă de bronz, având o grosime de 0,9 -1,8 mm. Se compune din ceașca propriu-zisă căreia îi este atașată, cu nituri, toarta în formă de bandă. Gura ceștii este răsfrântă în afară, gâtul scurt, cilindric, umăr pronunțat, corp tronconic, baza inelară, prevăzută cu omhlos. Toarta este decorată cu câte două linii incizate pe fiecare latură a sa. Brațului superior îi lipsesc cele două nituri de prindere. Ceașca a fost descoperită împreună cu un coif fiind una dintre cele mai expresive asocieri în ofrandă de tipul „războinic- vas ceremonial”. | Muzeul Județean, Satu | Cimec    |
|      | Topor celt                                                         | Datare: secolul X. a. Chr Descoperit: jud. SATU MARE, com. Pir, Krumpli Foldek Material: bronz, turnare | Celt compact, cu trecerea de la tubul de înmănușare la lamă nediferențiată, decorat cu șase nervuri orizontale și trei nervuri unghiulare, ale căror capete se răsfrâng orizontal spre laturile înguste ale celturilor. Celtul păstrează urechiușa de prindere, iar pe latura îngustă din fața acesteia are perforare, ca urmare a unui defect de turnare. Are o ciobitură a tăișului. Ornamentul și forma arată că este o piesă de import vest-balcanică. | Muzeul Județean, Satu | Cimec    |
|      | Topor celt                                                         | Datare: secolul X. a. Chr Descoperit: jud. SATU MARE, com. Pir, Pir, Krumpli Foldek Material: bronz, turnare | Celt compact, cu trecerea de la tubul de înmănușare la lamă nediferențiată, decorat cu cinci nervuri orizontale și trei nervuri unghiulare, ale căror capete se răsfrâng spre laturile înguste ale celturilor. Vârful nervurii unghiulare exterioare se continuă printr-o linie scurtă verticală. Celtul păstrează urechiușa de prindere. Ornamentul și forma arată că este o piesă de import vest-balcanică. | Muzeul Județean, Satu | Cimec    |
|      | Topor celt                                                         | Datare: secolul X. a. Chr Descoperit: jud. SATU MARE, com. Pir, PIR, Krumpli Foldek Material: bronz, turnare | Celt compact, cu trecerea de la tubul de înmănușare la lamă nediferențiată, decorat cu cinci nervuri orizontale și trei nervuri unghiulare, ale căror capete se răsfrâng spre laturile înguste ale celturilor. Vârful nervurii unghiulare exterioare se continuă printr-o linie scurtă verticală. Celtul păstrează urechiușa de prindere. Ornamentul și forma arată că este o piesă de import vest-balcanică. | Muzeul Județean, Satu | Cimec    |
|      | Mărgea                                                             | Datare: prima jumatate a mil. IV î.Chr. Descoperit: jud. SATU MARE, com. Urziceni, Vamă Material: mărgele din scoică Spondylus, șlefuite și perforate.                                                                                                   | 254 mărgele din scoică Spondylus, de dimensiuni mici. | Muzeul Județean, Satu | Cimec    |
|      | Podoabă                                                            | Datare: prima jumatate a mil. IV î.Chr. Descoperit: jud. SATU MARE, com. Urziceni, URZICENI Material: aur/prelucrat prin batere | Podoabe de aur descoperită în calota a defunctului din mormânt. Podoaba este de formă conică, cu îndoire în unghi drept la bază, prin cutare, realizată prin batere, din foiță de aur. Vârful este aplatizat. O mică parte din zona îndoită prin cutare lipsește. | Muzeul Județean, Satu | Cimec    |
|      | Vas ceramic                                                        | Descoperit: jud. SATU MARE, com. Urziceni, URZICENI | Capac de vas, tronconic, cu două torți perforate care nu s-au păstrat, buza ușor evazată, culoare brun-cenușiu cu flecuri, degresat cu nisip și cioburi pisate. | Muzeul Județean, Satu | Cimec    |
|      | Oală                                                               | Datare: prima jumătate a mil. IV a. Chr. Descoperit: jud. SATU MARE, com. Urziceni, URZICENI, Vamă Material: ceramică | Oală, culoare brună, gât scurt, corp profilat, bombat, două torți perforate vertical, amplasate pe diametrul maxim, poziționat în zona bazinului. | Muzeul Județean, Satu | Cimec    |
|      | Vas ceramic                                                        | Datare: prima jumătate a mil. IV a. Chr. Descoperit: jud. SATU MARE, com. Urziceni, URZICENI, Vamă | Oală înaltă, culoare brun cu flecuri, buza ușor evazată, gât cilindric, umăr ușor profilat, corp bombat, fund profilat, patru torți perforate orizontal amplasate pe zona mediană a vasului, amplasată în zona bazinului. | Muzeul Județean, Satu | Cimec    |
|      | Mărgea                                                             | Datare: prima jumătate a mil. IV a. Chr. Descoperit: jud. SATU MARE, com. URZICENI, URZICENI, Vamă | 156 mărgele din scoică Spondylus, de dimensiuni mici. | Muzeul Județean, Satu | Cimec    |
|      | Vas ceramic                                                        | Datare: prima jumătate a mil. IV a. Chr. Descoperit: jud. SATU MARE, com. URZICENI, URZICENI, Vamă Material: ceramică | | Muzeul Județean, Satu | Cimec    |
|      | Mărgea                                                             | Datare: prima jumătate a mil. IV a. Chr. Descoperit: jud. SATU MARE, com. URZICENI, URZICENI, Vamă Material: mărgele din scoică Spondilus, șlefuite și perforate                                                                                         | 120 de mărgele din scoică Spondilus, de dimensiuni mici. | Muzeul Județean, Satu | Cimec    |
|      | Mărgea                                                             | Datare: prima jumătate a mil. IV a. Chr. Descoperit: jud. SATU MARE, com. URZICENI, URZICENI, Vamă Material: mărgele din scoică Spondylus, șlefuire și perforate.                                                                                        | 102 mărgele din scoică Spondylus, de dimensiuni mici. | Muzeul Județean, Satu | Cimec    |
|      | Vas ceramic                                                        | Datare: prima jumătate a mil. IV a. Chr. Descoperit: jud. SATU MARE, com. URZICENI, URZICENI, Vamă Material: Ceramică | Vas tip oală de lapte, cu gât cilindric și corp bombat, cu două toarte perforate amplasate pe buză, vasul este ornamentat cu patru brâuri alveolare dispuse vertical pe pereții vasului, de categorie semifină, culoare brun închis, degresat cu nisip și cioburi pisate. | Muzeul Județean, Satu | Cimec    |
|      | Mărgea                                                             | Datare: prima jumătate a mil. IV a. Chr. Descoperit: jud. SATU MARE, com. URZICENI, URZICENI, Vamă | 28 de mărgele din marmură, de dimensiuni medii. | Muzeul Județean, Satu | Cimec    |
|      | Strachină                                                          | Datare: prima jumătate a mil. IV a. Chr. Descoperit: jud. SATU MARE, com. URZICENI, URZICENI, Vamă Material: ceramică | Strachină bitronconică, cu umărul scurt și cu buza trasă către interior, cu patru torți perforate pe buză și patru butoni pe zona de bombare maximă a vasului, de categorie uzuală, culoare brun cu fleacuri, degresat cu nisip și cioburi pisate. | Muzeul Județean, Satu | Cimec    |
|      | Mărgea                                                             | Datare: prima jumătate a mil. IV a. Chr. Descoperit: jud. SATU MARE, com. URZICENI, URZICENI, Vamă Material: mărgele din scoică Spondylus, șlefuite și perforate                                                                                         | 114 mărgele din marmură, de dimensiuni medii. | Muzeul Județean, Satu | Cimec    |
|      | Mărgea                                                             | Datare: prima jumătate a mil. IV a. Chr. Descoperit: jud. SATU MARE, com. URZICENI, URZICENI, vamă Material: mărgele din scoică Spondylus, șlefuite și perforate                                                                                         | 220 de mărgele din scoică Spondylus, de dimensiuni mici. | Muzeul Județean, Satu | Cimec    |
|      | Vas ceramic                                                        | Datare: prima jumătate a mil. IV a. Chr. Descoperit: jud. SATU MARE, com. URZICENI, URZICENI, vamă Material: ceramică | Vas mic de tip “oală de lapte”, cu aspect piriform, foarte bombată, cu gâtul scurt, ornamentat cu incizii sub forma unor spirale îmbucate, subliniate cu șir de impresiuni mici, circulare, încrustate cu alb. Gâtul este ornamentat printr-un registru de linii orizontale incizate, subliniate cu șir de impresiuni mici, circulare, încrustate cu alb, de categorie semifină, culoare cenușiu cu flecuri, degresat cu nisip. | Muzeul Județean, Satu | Cimec    |
|      | Vas ceramic                                                        | Datare: prima jumătate a mil. IV a. Chr. Descoperit: jud. SATU MARE, com. URZICENI, URZICENI, vamă Material: ceramică | Ceașcă, de culoare negru-cenușiu cu flecuri roșiatice, slip căzut, degresant nisip, fund profilat, corp cilindric, buza ușor evazată, cu o toartă care pornește din zona fundului până pe buză, fundul ușor rotunjit. | Muzeul Județean, Satu | Cimec    |
|      | Colier                                                             | Datare: prima jumătate a mil. IV a. Chr. Descoperit: jud. SATU MARE, com. URZICENI, URZICENI, vamă Material: mărgele dinsârmă de cupru | 18 mărgele realizate din sârmă de cupru prin spiralare. Mărgelele de cupru sunt de două dimensiuni, 10 mărgele cu dimensiuni de 14-16 mm, 8 cu lungimi sub 10 mm, fiind dispuse pe două șiruri. | Muzeul Județean, Satu | Cimec    |
|      | Vas ceramic                                                        | Datare: prima jumătate a mil. IV a. Chr. Descoperit: jud. SATU MARE, com. URZICENI, URZICENI, vamă Material: ceramică | Oală cu gat cilindric înalt și cu corpul bombat, cu două toarte cu câte două perforații verticale, amplasate pe zona de bombare maximă, fund inelar, de categorie semifină, culoare brun închis cu flecuri, degresat cu nisip și cioburi pisate. | Muzeul Județean, Satu | Cimec    |
|      | Vas ceramic                                                        | Datare: prima jumătate a mil. IV a. Chr. Descoperit: jud. SATU MARE, com. URZICENI, URZICENI Material: ceramică | Capac de vas de formă tronconică, cu două toarte perforate amplasate în zona superioară, de categorie semifină, culoare brun-cenușiu cu flecuri, degresat cu nisip și cioburi pisate. | Muzeul Județean, Satu | Cimec    |
|      | Fibulă                                                             | Datare: 430 - 460 p.Chr. Descoperit: jud. SATU MARE, com. ANDRID, DINDEȘTI Material: argint; turnare; batere | Capul fibulei este o placă în formă de semidisc, ramele laterale lipsesc. Arcul este curbat, cu o secțiune triunghiulară. Piciorul executat dintr-o placă este romboidal, cu capătul rotunjit. Capul fibulei se sfârșește într-un buton profilat. La cele două capete ale arcului sunt sârme de argint crestate, imitând granulația. La întâlnirea arcului cu capul și piciorul fibulei sunt amplasate câte o placă triunghiulară, crestată, îmbrăcată în foiță de aur. | Muzeul Județean, Satu | Cimec    |
|      | Cataramă în formă de liră, cu suprafață canelată                   | Datare: 430 - 460 p.Chr. Descoperit: jud. SATU MARE, com. ANDRID, DINDEȘTI Material: argint; turnare | Cataramă din argint, în formă de liră, cu secțiune semicirculară, cu partea superioară canelată. Limba are secțiune triungiulară, la întâlnire cu corpul cataramei secțiunea devine rectangulară, în partea superioară cu linii transversale. | Muzeul Județean, Satu | Cimec    |
|      | Oglindă cu două cercuri concentrice și axe radiale pe spate        | Datare: 430 - 460 p.Chr. Descoperit: jud. SATU MARE, com. ANDRID, DINDEȘTI Material: bronz; turnare | Oglindă din bronz, pe spate, în mijloc cu mâner perforat. Este ornamentată cu două cercuri concentrice reliefate de opt linii radiale. | Muzeul Județean, Satu | Cimec    |
|      | Oală                                                               | Datare: 430 - 460 p.Chr. Descoperit: jud. SATU MARE, com. ANDRID, DINDEȘTI Material: lut; modelare la roată | Oală modelată la roată, din pastă fină, cenușie, cu o linie în zig-zag lustruită pe umăr, gât scurt, buză ușor îngroșată și răsfrântă. Diametrul maxim este în zona de mijloc a vasului, fundul este ușor concav. | Muzeul Județean, Satu | Cimec    |
|      | Vas                                                                | Descoperit: jud. Satu Mare, com. BOGDAND, CORUND, Pe Izvoară Material: ceramică | Vas bol Dragendorff 37, cu glazură roșcată, deschisă și lucioasă, sub marginea puternic îngroșată un cerc concentric adâncit. Urmează un câmp neornamentat ușor ieșit față de rândul de ove, combinate cu bastonașe verticale, având câte un glob în vârf. Între rândul de ove și o nervură concentrică găsim un șir de combinații de cercuri întretăiate și distanțate. Pe corpul vasului, între două cercuri este imprimat un pătrățel neregulat. | Muzeul Județean, Satu | Cimec    |
|      | Fibulă                                                             | Descoperit: jud. Satu Mare, com. MEDIEȘU AURIT, MEDIEȘU AURIT, Șuculeu (La Leșu) Material: bronz; turnare | Fibulă din bronz, cu picior întors dedesubt, resort din 18 spire. Pe capul fibulei și la extremitatea brațelor se află butoane ornamentale profilate. | Muzeul Județean, Satu | Cimec    |
|      | Fibulă                                                             | Descoperit: jud. Satu Mare, com. MEDIEȘU AURIT, MEDIEȘU AURIT, Șuculeu (La Leșu) Material: bronz; turnare | Fibulă din bronz, cu picior întors dedesubt, resort dublu din 21 respectiv 23 de spire. Pe capul fibulei și la extremitatea brațelor se află butoane ornamentale profilate. | Muzeul Județean, Satu | Cimec    |
|      | Oală cu brâu                                                       | Descoperit: jud. Satu Mare, com. MEDIEȘU AURIT, MEDIEȘU AURIT, Șuculeu (La Leșu) Material: ceramică; modelare cu mâna | Oala este modelată cu mâna, din pastă grosieră, ornamentată cu brâu alveolat. Are formă bombată și a fost folosită ca urnă funerară. | Muzeul Județean, Satu | Cimec    |
|      | Oală cu brâu                                                       | Descoperit: jud. Satu Mare, com. MEDIEȘU AURIT, MEDIEȘU AURIT, Șuculeu (La Leșu) Material: ceramică; modelare cu mâna | Oala este modelată cu mâna, din pastă grosieră, ornamentată cu brâu alveolat. Are formă bombată și a fost folosită ca urnă funerară. | Muzeul Județean, Satu | Cimec    |
|      | Castron                                                            | Descoperit: jud. Satu Mare, com. MEDIEȘU AURIT, MEDIEȘU AURIT, Șuculeu (La Leșu) Material: ceramică | Castronul și capacul sunt modelate la roată din pastă cenușie, fină. Au aceeași factură și sunt ornamentate cu linii incizate orizontale. Pe baza tehnicii de fabricație și a stilului ornamental se poate observa cu ușurință că fac parte integrantă din același context (urnă funerară cu capac). Capacul este dotat cu un mâner. | Muzeul Județean, Satu | Cimec    |
|      | Castron                                                            | Descoperit: jud. Satu Mare, com. MEDIEȘU AURIT, MEDIEȘU AURIT, Șuculeu (La Leșu) Material: ceramică | Castronul și capacul sunt modelate la roată din pastă cenușie, fină. Au aceeași factură și sunt ornamentate cu linii incizate orizontale. Pe baza tehnicii de fabricație și a stilului ornamental se poate observa cu ușurință că fac parte integrantă din același context (urnă funerară cu capac). Capacul este dotat cu un mâner. | Muzeul Județean, Satu | Cimec    |
|      | Oală cu brâu                                                       | Descoperit: jud. Satu Mare, com. MEDIEȘU AURIT, MEDIEȘU AURIT, Șuculeu (La Leșu) Material: ceramică; modelare cu mâna | Oala este modelată cu mâna, din pastă grosieră, ornamentată cu brâu alveolat. Are formă alungită și a fost folosită ca urnă funerară. | Muzeul Județean, Satu | Cimec    |
|      | Oală cu brâu                                                       | Descoperit: jud. Satu Mare, com. MEDIEȘU AURIT, MEDIEȘU AURIT, Șuculeu (La Leșu) Material: ceramică; modelare cu mâna | Oala este modelată cu mâna, din pastă grosieră, ornamentată cu brâu alveolat. Are formă alungită și a fost folosită ca urnă funerară. | Muzeul Județean, Satu | Cimec    |
|      | Zăbală                                                             | Datare: sec. III a.Chr. Descoperit: jud. Satu Mare, com. CIUMEȘTI, CIUMEȘTI, Grajdurile CAP Material: fier; batere | Zăbala are două bare laterale (plasii) curbe, în formă de “S”, cu capete îngroșate conic și prevăzute cu trei ochiuri dispuse asimetric, unul în centru și două la curbură, în sens opus, pe aceleași plan, dar în direcția “S”-ului. Două dintre aceste ochiuri sunt legate de cureaua căpăstrului, iar cel de-al treilea de muștiucul format din inele, legate între ele în formă de lanț, care intră în gura calului. Cinci inele din cele șapte au o secțiune dreptunghiulară, au fost lucrate din bandă groasă de fier, iar cele două laterale, lângă bare sunt circulare în secțiune. De primele două inele, lângă barele laterale sunt legate opritorile, câte o plăcuță de fier în formă de opt, prevăzute cu orificii la cele două capete. | Muzeul Județean, Satu | Cimec    |
|      | Clește                                                             | Descoperit: jud. Satu Mare, com. DOROLȚ, PETEA, Vamă Material: fier; batere | Clește de metalurgie de mari dimensiuni (37 cm), cu cap în formă ovală, cu ciocuri foarte bine pronunțate (2 cm). | Muzeul Județean, Satu | Cimec    |
|      | Clește                                                             | Descoperit: jud. Satu Mare, com. APA, APA, Vamă Material: fier; batere | Clește de metalurgie, cu cap oval, cu ciocuri bine pronunțate (2 cm). | Muzeul Județean, Satu | Cimec    |
|      | Fibulă                                                             | Descoperit: jud. Satu Mare, com. LAZURI, LAZURI, Kubi tag Material: bronz; turnare | Fibulă din bronz, puternic profilată, lucrată din două bucăți, tipul Almgren IV 69. Partea inferioară a corpului este ornamentată pe margini cu o linie în zig-zag. | Muzeul Județean, Satu | Cimec    |
|      | Fibulă                                                             | Descoperit: jud. Satu Mare, com. DOROLȚ, PETEA, Vamă Material: bronz; turnare | Fibulă din bronz, puternic profilată, lucrată din două bucăți, tipul Almgren IV 69. Partea inferioară a corpului este ornamentată pe margini cu o linie în zig-zag. | Muzeul Județean, Satu | Cimec    |
|      | Cataramă                                                           | Descoperit: jud. Satu Mare, com. MEDIEȘU AURIT, MEDIEȘU AURIT, Șuculeu (La Leșu) Material: fier; batere; turnare | Cataramă din fier cu corp oval, cu ureche, secțiune romboidală, limbă cu două perechi de proeminențe, placă rectangulară, cu patru nituri de fixare a curelei. Este import roman în Barbaricum. | Muzeul Județean, Satu | Cimec    |
|      | Bol                                                                | Descoperit: jud. Satu Mare, com. DOROLȚ, PETEA, Vamă Material: ceramică; modelare cu mâna | Vas bol modelat cu mâna din pastă fină, negricioasă. Este ornamentat cu linii și puncte, pe fund are un omphalos. Este un vas tipic pentru cultura Przeworsk și atestă prezența acestei culturi în nord-vestul României. | Muzeul Județean, Satu | Cimec    |
|      | Cămașă de zale                                                     | Datare: sec. III a.Chr. Descoperit: jud. Satu Mare, com. CIUMEȘTI, CIUMEȘTI, Grajdurile CAP Dimensiuni: Piesa 2: L: 72 mm; La: 42 mm; Gr: 5 mm; Piesa 3: L: 62 mm; La: 29 mm; Gr: 5 mm; Piesa 4: L: 60 mm; La: 44 mm; Gr: 5 mm Material: fier; împletire | În general, de fiecare verigă de sârmă de fier erau prinse alte patru verigi asemănătoare, acest procedeu de asamblare asigurând cămășii o densitate ridicată. Cămașa de zale de la Ciumești era închisă printr-un sistem format dintr-o placă de fier dispusă orizontal. | Muzeul Județean, Satu | Cimec    |
|      | Castron                                                            | Datare: sec. III a.Chr. Descoperit: jud. Satu Mare, com. CIUMEȘTI, CIUMEȘTI, Grajdurile CAP Material: ceramică; modelare la roată | Castron bitronconic, modelat la roată, din pastă fină, maronie. | Muzeul Județean, Satu | Cimec    |
|      | Cataramă                                                           | Datare: sec. III a.Chr. Descoperit: jud. Satu Mare, com. PIȘCOLT, PIȘCOLT, Nisipărie Material: fier; forjare | Cataramă din fier, în formă de suliță, fără ornamentație. | Muzeul Județean, Satu | Cimec    |
|      | Fibulă cu buton                                                    | Datare: sec. III a.Chr. Descoperit: jud. Satu Mare, com. PIȘCOLT, PIȘCOLT, Nisipărie Material: bronz; turnare | Fibula din bronz cu piciorul neprins de corp (tip timpuriu), cu corpul ornamentat, resortul format din 3+3 spire, coardă în față. Piciorul este prevăzut cu o sferă mare, decorată cu spirale în relief, în stilul „celtic matur” (Reufenstil). | Muzeul Județean, Satu | Cimec    |
|      | Cataramă                                                           | Datare: sec. III a.Chr. Descoperit: jud. Satu Mare, com. PIȘCOLT, PIȘCOLT, Nisipărie Material: fier; forjare | Prinzător de cataramă din fier, în formă de suliță, prevăzut la un capăt cu cârlig de agățare de cataramă, iar la celălalt capăt cu nit de prindere de curea. | Muzeul Județean, Satu | Cimec    |
|      | Spadă                                                              | Datare: sec. III a.Chr. Descoperit: jud. Satu Mare, com. PIȘCOLT, PIȘCOLT, Nisipărie Dimensiuni: L teacă: 620 mm; La teacă: 60 mm; Gr teacă: 16 mm; L mâner: 60 mm; D mâner: 6 mm Material: fier                                                         | Spada din fier cu teacă ornamentată. Spada are partea metalică a mânerului îndoită. Teaca este prevăzută la vârf cu o buterolă ce are profil în formă de „cap de șarpe”. În mijloc teaca este ornamentată în maniera stilului liber celtic, iar înspre teacă are două capete de dragon stilizate, în poziție afrontată. | Muzeul Județean, Satu | Cimec    |
|      | Verigă de picior                                                   | Datare: sec. III a.Chr. Descoperit: jud. Satu Mare, com. PIȘCOLT, PIȘCOLT, Nisipărie Dimensiuni: D exterior: 140x160 mm; D interior: 130 mm Material: bronz; turnare                                                                                     | Torques din bronz, de forma circulară, ornamentată cu motive florale și vegetale. Pe partea de jos sunt trei discuri, cu urme de coral/ scoică. | Muzeul Județean, Satu | Cimec    |
|      | Fibulă                                                             | Datare: sec. III a.Chr. Descoperit: jud. Satu Mare, com. PIȘCOLT, PIȘCOLT, Nisipărie Dimensiuni: D disc: 35 mm Material: bronz; turnare | Fibulă mare din bronz cu disc de fier masiv, pe piciorul liber, neprins de corp (tip Münsingen). Pe spinul din centrul discului se păstrează un ornament din coral sau scoică. | Muzeul Județean, Satu | Cimec    |
|      | Brățară                                                            | Datare: sec. III a.Chr. Descoperit: jud. Satu Mare, com. PIȘCOLT, PIȘCOLT, Nisipărie Dimensiuni: D exterior: 76 mm; D interior: 55 mm Material: bronz; turnare                                                                                           | Brățară din bronz de formă circulară, masivă, cu secțiunea în forma literei ”D”, fără decorații. | Muzeul Județean, Satu | Cimec    |
|      | Spadă                                                              | Datare: sec. III a.Chr. Descoperit: jud. Satu Mare, com. PIȘCOLT, PIȘCOLT, Nisipărie Dimensiuni: L teacă: 560 mm; La teacă: 40 mm; Gr teacă: 15 mm; L mâner: 100 mm; D mâner: 6 mm Material: fier; forjare                                               | Spadă cu teacă din fier, ușor îndoite. Spada are lama dreaptă și capătul mânerului terminat într-un buton. Teaca, bine păstrată are partea dinspre mâner frumos ornamentată, iar vârful terminat într-o buterolă. | Muzeul Județean, Satu | Cimec    |
|      | Fibulă                                                             | Datare: sec. III a.Chr. Descoperit: jud. Satu Mare, com. PIȘCOLT, PIȘCOLT, Nisipărie Material: bronz; turnare | Fibulă mare din bronz, cu picior liber prevăzut cu o bilă, decorată în stilul „matur celtic” (Reufenstill). | Muzeul Județean, Satu | Cimec    |
|      | Castron                                                            | Datare: sec. III a.Chr. Descoperit: jud. Satu Mare, com. MOFTIN, MOFTINU MIC, Pescărie B Material: ceramică; modelare la roată | Vasul este un castron adânc, lucrat din pastă ce conține degresant nisip fin, prevăzut cu un slip fin de culoare neagră cenușie, ars inoxidant (având culoare cenușie în secțiune). Pe gât sunt prezente două nervuri paralele reliefate, iar pe umăr, între două linii paralele, realizate prin incizie dublă, există ornamente realizate din cercuri concentrice ștampilate. | Muzeul Județean, Satu | Cimec    |
|      | Vas în formă de cizmă                                              | Datare: sec. III a.Chr. Descoperit: jud. Satu Mare, com. CĂMIN, CĂMIN, Malul Crasnei Material: ceramică; modelare | Vas în formă de cizmă, modelat din lut de bună calitate, cu suprafața atent netezită, de culoare brun cenușie. Ornamentul incizat sugerează șireturile încălțămintei. O parte a piesei era ruptă, și a fost restaurată. | Muzeul Județean, Satu | Cimec    |
|      | Brățară cu nodozități decorate încadrate de proeminențe nedecorate | Datare: Sec. III. a. Chr. Descoperit: jud. Satu Mare, Pișcolt, Nisipărie Material: bronz, turnare | Brățară cu nodozități decorate încadrate de proeminențe nedecorate | Muzeul Județean, Satu | Cimec    |
|      | Spadă cu teacă                                                     | Datare: Sec. III. a. Chr. Descoperit: jud. Satu Mare, Pișcolt, Nisipărie Material: Fier forjat | Spadă cu teacă îndoită ritual, de-a lungul tecii există o nervură, iar la capăt o buterolă. | Muzeul Județean, Satu | Cimec    |
|      | Brățară                                                            | Datare: Sec. III. a. Chr. Descoperit: jud. Satu Mare, Pișcolt, Nisipărie Material: bronz, turnare | Brățară masivă din bronz cu 9 semiove, suprafața exterioară șlefuită. | Muzeul Județean, Satu | Cimec    |
|      | Spadă cu teacă                                                     | Datare: Sec. III. a. Chr. Descoperit: jud. Satu Mare, Pișcolt, Nisipărie Material: Fier forjat | Spadă cu teacă îndoită ritual, de-a lungul tecii există o nervură. | Muzeul Județean, Satu | Cimec    |
|      | Fibulă                                                             | Datare: Sec. III. a. Chr. Descoperit: jud. Satu Mare, Pișcolt, Nisipărie Material: bronz, turnare | Fibulă mare din bronz, resortul compus din 3+3 spire, coarda în față, piciorul ornamentat în stil “Reifenstil”. | Muzeul Județean, Satu | Cimec    |
|      | Fibulă                                                             | Datare: Sec. III. a. Chr. Descoperit: jud. Satu Mare, Pișcolt, Nisipărie Material: bronz, turnare | Fibulă din bronz are piciorul ornamentat în „Reifenstil” și arcul decorat cu spirale. | Muzeul Județean, Satu | Cimec    |
|      | Seceră cu limbă la mâner                                           | Datare: sec. X a.Chr. Descoperit: jud. SATU MARE, com. PIR, PIR, Krumpli Földek Material: bronz; turnare | Seceră cu limbă la mâner, cu lama lată, ornamentată cu două nervuri ce pornesc din coadă. Aparține tipului Josani 1. Este formată din două fragmente, între care vârful de lamă este inventariat sub numărul de inventar 52590. | Muzeul Județean, Satu | Cimec    |
|      | Seceră cu limbă la mâner                                           | Datare: sec. X a.Chr. Descoperit: jud. SATU MARE, com. PIR, PIR, Krumpli Földek Material: bronz; turnare | Seceră cu limbă la mâner, cu lama lată, ornamentată cu două nervuri ce pornesc din coadă. Aparține tipului Josani 1. Este formată din trei fragmente. | Muzeul Județean, Satu | Cimec    |
|      | Seceră cu limbă la mâner                                           | Datare: sec. X a.Chr. Descoperit: jud. SATU MARE, com. PIR, PIR, Krumpli Földek Material: bronz; turnare | Seceră cu limbă la mâner, format dintr-un fragment, cu lama lată, ornamentată cu două nervuri ce pornesc din coadă. Aparține tipului Josani 1. | Muzeul Județean, Satu | Cimec    |
|      | Seceră cu limbă la mâner                                           | Datare: sec. X a.Chr. Descoperit: jud. SATU MARE, com. PIR, PIR, Krumpli Földek Material: bronz; turnare | Seceră cu limbă la mâner, cu lama îngustă, ornamentată cu două nervuri ce pornesc din coadă. | Muzeul Județean, Satu | Cimec    |
|      | Seceră cu buton                                                    | Datare: sec. X a.Chr. Descoperit: jud. SATU MARE, com. PIR, PIR, Krumpli Földek Material: bronz; turnare | Seceră cu buton formată din trei fragmente, ornamentată cu două nervuri ce pornesc din coadă, prezintă o deficiență de turnare la capătul de jos. | Muzeul Județean, Satu | Cimec    |
|      | Fibulă                                                             | Datare: A două jumătate a sec al III-lea Descoperit: jud. Satu Mare, com. Medieșu Aurit, Medieșu Aurit, La Leșu Dimensiuni: cepele portagrafei l: 12,5 mm Material: argint; ornamentată în tehnica filigranului                                          | Fibulă cu portagrafă înaltă, în formă de arbaletă, portagrafa este străbătută de 2 cepe. Capul este străbătut de trei cepe, cu capete, sârme filigranate sunt înfășurate și pe corpul fibulei, la întâlnire cu piciorul și capul. Piciorul se termină într-un buton aplatizat, profilat. | Muzeul Județean, Satu | Cimec    |
|      | Fibulă                                                             | Datare: A două jumătate a sec al III-lea Descoperit: jud. Satu Mare, com. Culciu Mare, Culciu Mare, Bogilaz Dimensiuni: cepele de la cap l: 54 mm; cepele portagrafei l: 20,5 mm Material: argint; ornamentată în tehnica filigranului                   | Fibulă cu portagrafă înaltă, în formă de arbaletă, portagrafa este străbătută de două cepe, cu o sârmă înfășurată pe capete, ornamentate în tehnica filigranului. Capul este străbătutu de trei cepe, cu capete ornamentate cu trei spire în tehnica filigranului, sârme filigranate sunt înfășurate și pe corpul fibulei, la întâlnire cu piciorul și cu capul. Piciorul se termină într-un buton aplatizat, profilat. | Muzeul Județean, Satu | Cimec    |
|      | Ac de buclă cu capetele în formă de bărcuță                        | Datare: Sec XV a Chr Descoperit: jud. Satu Mare, com. Medieșu Aurit, Medieșu Aurit, Togul lui Schweitzer Material: aur; batere | Inel de buclă din tablă de aur. Tabla este arcuită în profil iar capetele sunt lățite. | Muzeul Județean, Satu | Cimec    |
|      | Topor cu disc și spin                                              | Datare: Sec XIII a Chr Descoperit: jud. Satu Mare, com. Căuaș, Căuaș, Bogar Dimensiuni: D disc: 54 x 54 mm Material: bronz; turnare | Topor cu disc și spin de tipul B4, cu câte o nervură reliefată pe cele două brațe ale manșonului și pe mijlocul lamei. | Muzeul Județean, Satu | Cimec    |
|      | Topor cu disc și spin                                              | Datare: Sec XIII a Chr Descoperit: jud. Satu Mare, com. Căuaș, Căuaș, Bogar Dimensiuni: D disc: 60 x 60 mm Material: bronz; turnare | Topor cu disc și spin de tipul B3, capetele manșonului sunt îngroșate, cu unul din brațe mai lung. Suprafețe puternic oxidate cu patină verde deschisă. | Muzeul Județean, Satu | Cimec    |
|      | Topor cu disc și spin                                              | Datare: Sec XIII a Chr Descoperit: jud. Satu Mare, com. Căuaș, Căuaș, Bogar Dimensiuni: D disc: 60 x 60 mm Material: bronz; turnare | Topor cu disc și spin de tipul B3, capetele manșonului sunt îngroșate, cu unul din brațe mai lung. Suprafața puternic oxidată cu patină verde deschisă. | Muzeul Județean, Satu | Cimec    |
|      | Topor cu disc și spin                                              | Datare: Sec XIII a Chr Descoperit: jud. Satu Mare, com. Căuaș, Căuaș, Bogar Dimensiuni: D disc: 60 x 60 mm Material: bronz; turnare | Topor cu disc și spin de tipul B3, capetele manșonului sunt îngroșate, cu rupturi pe tăiș. Suprafața puternic oxidată cu patină verde deschisă. | Muzeul Județean, Satu | Cimec    |
|      | Topor cu disc și spin                                              | Datare: Sec XIII a Chr Descoperit: jud. Satu Mare, com. Căuaș, Căuaș, Bogar Dimensiuni: D disc: 55 x 54 mm Material: bronz; turnare | Topor cu disc și spin de tipul B3, capetele manșonului sunt îngroșate, cu ruptură la mijlocul lamei. Suprafețe puternic oxidate cu patină verde deschisă. | Muzeul Județean, Satu | Cimec    |
|      | Ac cu disc                                                         | Datare: Sec XIII a Chr Descoperit: jud. Satu Mare, com. Dorolț, Petea, Vamă Material: bronz; turnare | Între capul de formă globulară și protuberanțe sunt plasate discul și un grup format din patru nervuri inelare. Sub cele patru protuberanțe cu capete globulare există o tortiță. Patina verde-închisă este bine păstrată. | Muzeul Județean, Satu | Cimec    |
|      | Ac cu disc                                                         | Datare: Sec XIII a Chr Descoperit: jud. Satu Mare, com. Dorolț, Petea, Vamă Material: bronz; turnare | Între capul de formă globulară și protuberanțe sunt plasate discul și un grup format din patru nervuri inelare. Sub cele patru protuberanțe cu capete globulare există o tortiță. Grupul de patru nervuri este puternic corodat. Patina verde-închisă este bine păstrată. | Muzeul Județean, Satu | Cimec    |
|      | Ac cu disc                                                         | Datare: Sec XIII a Chr Descoperit: jud. Satu Mare, com. Dorolț, Petea, Vamă Material: bronz; turnare | Între capul de formă globulară și protuberanțe sunt plasate discul și un grup format din patru nervuri inelare. Patina verde-închisă este bine păstrată. | Muzeul Județean, Satu | Cimec    |
|      | Ac cu disc                                                         | Datare: Sec XIII a Chr Descoperit: jud. Satu Mare, com. Dorolț, Petea, Vamă Material: bronz; turnare | Între capul de formă globulară și protuberanțe sunt plasate discul și un grup format din patru nervuri inelare. Patina verde-închisă este bine păstrată. | Muzeul Județean, Satu | Cimec    |
|      | Podoabă                                                            | Datare: 2300-2100 a Chr Școală: Bodrogkeresztur B Descoperit: jud. Satu Mare, com. Cămin, Cămin, Podul Crasnei Material: aur; batere | Podoabă din aur descoperită lângă omoplatul mâinii stângi, ușor spre piept. Podoaba este ornamentată cu șase registre a câte cinci striuri, realizată prin batere, din foiță de aur. Piesa este compusă din două părți: un corp conic (cap ornament) ornamentat cu linii circulare, corpul podoabei este de formă cilindrică ornamentată cu șase registre formate din cinci striuri fiecare. | Muzeul Județean, Satu | Cimec    |
|      | Topor                                                              | Datare: A doua jumatate a mil. V - prima jumătate a mil. IV a.Chr. Descoperit: jud. Satu Mare, com. Medieșu Aurit, Dumbrava, La Cosma Material: Piatră; șlefuire, perforare                                                                              | Topor-ciocan din piatră șlefuită și perforată, imitație după tipul de topor–ciocan din cupru cu ceafă cilindrică sau rectangulară. | Muzeul Județean, Satu | Cimec    |
|      | Vârf bifacial                                                      | Datare: Prima jumătate a mileniului IV a.Chr. Descoperit: jud. Satu Mare, com. Urziceni, Urziceni, Vamă Material: Obsidian fumuriu transparent; cioplire                                                                                                 | Vârf bifacial foliaceu, cu baza concavă și vârful foarte ascuțit, retușat mărunt și simetric pe întreaga suprafață a piesei. Piesa e confecționată din obsidian fumuriu transparent. | Muzeul Județean, Satu | Cimec    |
|      | Colier                                                             | Datare: Prima jumătate a mileniului IV a.Chr. Descoperit: jud. Satu Mare, com. Urziceni, Urziceni, Vama Material: Mărgele din marmură, șlefuite și perforate                                                                                             | Colier alcătuit din 34 mărgele din marmură, de dimensiuni diferite. | Muzeul Județean, Satu | Cimec    |
|      | Vârf de săgeată                                                    | Datare: Prima jumătate a mileniului IV a.Chr. Descoperit: jud. Satu Mare, com. Urziceni, Urziceni, Vamă Material: Obsidian; cioplire | Vârf de săgeată bifacial foliaceu din obsidian. | Muzeul Județean, Satu | Cimec    |
|      | Lamă                                                               | Datare: Prima jumătate a mileniului IV a.Chr. Descoperit: jud. Satu Mare, com. Urziceni, Urziceni, Vamă Material: Piatră, silex; cioplire | Lamă lungă, parțial retușată, din silex de bună calitate. | Muzeul Județean, Satu | Cimec    |
|      | Vârf de săgeată                                                    | Datare: Prima jumătate a mileniului IV a.Chr. Descoperit: jud. Satu Mare, com. Urziceni, Urziceni, Vamă Material: Obsidian; cioplire | Vârf de săgeată bifacial foliaceu din obsidian. | Muzeul Județean, Satu | Cimec    |
|      | Vârf de săgeată                                                    | Datare: Prima jumătate a mileniului IV a.Chr. Descoperit: jud. Satu Mare, com. Urziceni, Urziceni, Vamă Material: Obsidian; cioplire | Vârf de săgeată bifacial foliaceu din obsidian. | Muzeul Județean, Satu | Cimec    |
|      | Colier                                                             | Datare: Prima jumătate a mileniului IV a.Chr. Descoperit: jud. Satu Mare, com. Urziceni, Urziceni, Vamă Material: Mărgele din scoica Spondylus, prelucrare prin șlefuire și perforare                                                                    | Mărgele din scoică Spondylus, de mici dimensiuni. | Muzeul Județean, Satu | Cimec    |
|      | Colier                                                             | Datare: Prima jumătate a mileniului IV a.Chr. Descoperit: jud. Satu Mare, com. Urziceni, Urziceni, Vamă Material: Mărgele din scoica Spondylus, șlefuire și perforare                                                                                    | Mărgele din scoică Spondylus, de dimensiuni mici. | Muzeul Județean, Satu | Cimec    |
|      | Pandantiv                                                          | Datare: A doua jumătate a mileniului VI a.Chr. Descoperit: jud. Satu Mare, Tășnad, Sere Material: Calcar; șlefuire, perforare | Piesă circulară cu perforație centrală, fragmentară, fracturată în vechime. Cel mai probabil a funcționat ca pandantiv. | Muzeul Județean, Satu | Cimec    |
|      | Altar                                                              | Datare: Prima jumătate a mileniului IV a.Chr. Descoperit: jud. Satu Mare, com. Tiream, Vezendiu, Colțarât Material: Ceramică | Altăraș cu patru picioare, cu caseta simplă, circular, cu împunsături și două perforații pe buza vasului. | Muzeul Județean, Satu | Cimec    |
|      | Oală                                                               | Datare: Prima jumătate a mileniului IV a.Chr. Descoperit: jud. Satu Mare, com. Urziceni, Urziceni, Vamă Material: Ceramică | Vas tip „oală de lapte”, cu gât cilindric și corp bombat, cu două toarte perforate amplasate pe buză, ornamentat prin canelură lată, oblică, ce pornește din mici proeminențe. | Muzeul Județean, Satu | Cimec    |
|      | Strachină                                                          | Datare: Prima jumătate a mileniului IV a.Chr. Descoperit: jud. Satu Mare, com. Urziceni, Urziceni, Vamă Material: Ceramică | Strachină cu fund rotunjit, buză evazată, cu slip brun, incizată cu motive dispuse în trei registre, realizate din bandă lată, hașurată în rețea, asociată cu benzi unghiulare hașurate și linii frânte incizate, cuprinse în benzi hașurate. | Muzeul Județean, Satu | Cimec    |
|      | Strachină                                                          | Datare: Începutul mileniului V a.Chr. Descoperit: jud. Satu Mare, com. Urziceni, Urziceni, Vamă Material: Ceramică | Strachină bitronconică, cu slip brun, ornamentată prin pictare cu negru, cu benzi late, formând ogive umplute cu linii subțiri vălurite. În zona de bombare maximă sunt amplasate patru tortițe perforate. | Muzeul Județean, Satu | Cimec    |
|      | Oală                                                               | Datare: Prima jumătate a mileniului IV a.Chr Descoperit: jud. Satu Mare, com. Urziceni, Urziceni, Vamă Material: Ceramică | Oală cu corpul profilat, puternic bombat, gât lung, două torți perforate orizontal amplasate în zona diametrului maxim al vasului. | Muzeul Județean, Satu | Cimec    |
|      | Strachină                                                          | Datare: Prima jumătate a mileniului IV a.Chr Descoperit: jud. Satu Mare, com. Urziceni, Urziceni, Vamă Material: Ceramică | Strachină cu buza ușor evazată, ornamentată prin canelură largă, dispusă oblic pe corpul vasului, mărginită de canelură dispusă orizontal pe gâtul vasului. | Muzeul Județean, Satu | Cimec    |
|      | Vas miniatural                                                     | Datare: Prima jumătate a mileniului IV a.Chr Descoperit: jud. Satu Mare, com. Urziceni, Urziceni, Vamă Material: Ceramică | Vas miniatural cu o protuberanță amplasată pe buza supraînălțată. | Muzeul Județean, Satu | Cimec    |
|      | Oală                                                               | Datare: Prima jumătate a mileniului IV a.Chr. Descoperit: jud. Satu Mare, com. Urziceni, Urziceni, Vamă Material: Ceramică | Vas ceramic de mici dimensiuni, de tip “oală cu lapte”, cu o toartă perforată, aplicată pe buza vasului, de culoare cenușie. | Muzeul Județean, Satu | Cimec    |
|      | Oală                                                               | Datare: Prima jumătate a mileniului IV a.Chr. Descoperit: jud. Satu Mare, com. Urziceni, Urziceni, Vamă Material: Ceramică | Oală cu gât cilindric, corp bombat, cu două torți perforate vertical, amplasate în zona mediană a vasului, cu patru butoni dispuși pe umărul vasului. | Muzeul Județean, Satu | Cimec    |
|      | Oală                                                               | Datare: Prima jumătate a mileniului IV a.Chr. Descoperit: jud. Satu Mare, com. Urziceni, Urziceni, Vamă Material: Ceramică | Oală puternic bombată, cu gât scurt și cu patru picioare, goale în interior. Vasul are două torți în zona de bombare maximă a burții, de categorie semifină, culoare brun închis, degresant nisip. | Muzeul Județean, Satu | Cimec    |
|      | Capac                                                              | Datare: Prima jumătate a mileniului IV a.Chr. Descoperit: jud. Satu Mare, com. Urziceni, Urziceni, Vamă Material: Ceramică | Capac de vas cu două torți perforate orizontal, amplasate în zona superioară, de categorie semifină, culoare brun-cenușiu cu flecuri, degresat cu nisip. | Muzeul Județean, Satu | Cimec    |
|      | Vas miniatural                                                     | Datare: Prima jumătate a mileniului V a.Chr. Descoperit: jud. Satu Mare, com. Halmeu, Halmeu, Vamă Material: Ceramică | Vas miniatural în formă de amforă, cu două proeminențe perforate vertical, dispuse în zona diametrului maxim. | Muzeul Județean, Satu | Cimec    |
|      | Oală                                                               | Datare: Prima jumătate a mil. IV a.Chr. Descoperit: jud. Satu Mare, com. Urziceni, Urziceni, Vamă Material: Ceramică | Vas tip ”oală de lapte”, cu aspect piriform, foarte bombat, cu o toartă perforată vertical amplasată pe umărul vasului, de categorie semifină, culoare brun-cenușiu cu flecuri, degresat cu nisip și cioburi pisate. | Muzeul Județean, Satu | Cimec    |
|      | Oală                                                               | Datare: Prima jumăatate a mileniului IV a.Chr Descoperit: jud. Satu Mare, com. Urziceni, Urziceni, Vamă Material: Ceramică | Oală cu aspect piriform-bombat, gât foarte înalt și picior scurt, tronconic, cu perforații mari, cu două toarte-apucători amplasate la îngemănarea dintre corp și gât, cu buza evazată, de categorie semifină, culoare brun cu flecuri, degresat cu nisip și cioburi pisate. | Muzeul Județean, Satu | Cimec    |
|      | Pumnal                                                             | Datare: Începutul mileniului IV a.Chr. Descoperit: jud. Satu Mare, com. Urziceni, Urziceni, Vamă Material: Cupru | Lamă de pumnal din cupru: lama de formă triunghiulară, mânerul de formă trapezoidală; nu prezintă găuri de nituri, fără nervură mediană. | Muzeul Județean, Satu | Cimec    |
|      | Strachină                                                          | Datare: Începutul mileniului V a.Chr Descoperit: jud. Satu Mare, com. Pișcolt, Pișcolt, Lutărie Material: Ceramică | Strachină tronconică cu slip brun lustruit, cu luciu metalic, ornamentat prin pictare cu linii subțiri, cu negru. | Muzeul Județean, Satu | Cimec    |
|      | Strachină                                                          | Datare: Prima jumătate a mileniului V a.Chr. Descoperit: jud. Satu Mare, com. Pișcolt, Pișcolt, Lutărie Material: Ceramică | Strachină bitronconică, cu slip brun lustruit, cu luciu metalic, ornamentată prin pictare cu negru, cu benzi late formând ogive umplute cu linii subțiri vălurite. În zona de bombare maximă sunt amplasate patru tortițe perforate. | Muzeul Județean, Satu | Cimec    |
|      | Lingură                                                            | Datare: 5030-4840 a.Chr. Descoperit: jud. Satu Mare, com. Halmeu, Halmeu, Vamă Dimensiuni: Diametrul interior al cupei 1 cm Material: Ceramică | Lingură din lut miniaturală, coadă de formă conică, cupa lingurii de formă ovală, ușor neregulată. | Muzeul Județean, Satu | Cimec    |
|      | Pintaderă                                                          | Datare: A doua jumătate a mil. VI a.Chr. Descoperit: jud. Satu Mare, com. Tășnad, Tășnad, Sere, Str. Ștefan cel Mare, în zona Ștrandului Termal Material: Lut                                                                                            | Pintaderă (ștampilă) bitronconică, ornamentată cu motive în zig-zag și cu perforație orizontală în zona mediană. | Muzeul Județean, Satu | Cimec    |
|      | Idol                                                               | Datare: Prima jumătate a mileniului V a.Chr. Descoperit: jud. Satu Mare, com. Halmeu, Halmeu, Vamă Material: Lut | Idol antropomorf ornamentat prin împunsături și incizii fine, reprezentând un element de îmbrăcăminte. | Muzeul Județean, Satu | Cimec    |
|      | Oală                                                               | Datare: Prima jumătate a mileniului IV a.Chr. Descoperit: jud. Satu Mare, com. Cămin, Cămin, Podul Crasnei Material: Ceramică | Oală cu aspect piriform, gât înalt, cu două șiruri de proeminențe perforate amplasate pe corpul vasului, picior scurt tronconic. | Muzeul Județean, Satu | Cimec    |
|      | Podoabă                                                            | Datare: Prima jumătate a mileniului IV a.Chr. Descoperit: jud. Satu Mare, com. Urziceni, Urziceni, Vamă Material: Ceramică | Podoabă de aur descoperită în zona craniului, în orificiul vertebral al primei vertebre (Atlasul). Podoaba este de formă conică, realizată prin batere, din foiță de aur. | Muzeul Județean, Satu | Cimec    |

## Fond
| Foto | Informații generale      | Detalii tehnice | Descriere | Deținător             | Legături |
| ---- | ------------------------ | --- | --- | --------------------- | -------- |
|      | Celt cu urechiușă        | Datare: sec. X a.Chr. Descoperit: jud. SATU MARE, com. PIR, PIR, Krumpli Földek Material: bronz; turnare | Celt masiv cu gura dreaptă, îngroșată la margine, cu secțiunea ovală, cu corpul masiv, ornamentat cu nervuri concentrice și cu nervuri în formă de triunghi. Trecerea de la tubul de înmănușare la zona lamei este bine evidențiată printr-un prag. Numărul nervurilor concentrice este de trei pe bordură și trei deasupra a trei nervuri triunghiulare. | Muzeul Județean, Satu | Cimec    |
|      | Celt cu urechiușă        | Datare: sec. X a.Chr. Descoperit: jud. SATU MARE, com. PIR, PIR, Krumpli Földek Material: bronz; turnare | Celt cu urechiușă, masiv, cu gura îngroșată, de formă ovală, cu lama aplatizată sub zona de înmănușare. Tăișul ușor arcuit nu prezintă urme de deterioare, în comparție cu alte piese din depozit. Decorul este identic pe ambele fețe, fiind format din 3 nervuri în formă de unghi ascuțit, înscrise una în alta. Patina nobilă bine păstrată este verde deschisă pe o față și albăstruie pe cealaltă.                                                            | Muzeul Județean, Satu | Cimec    |
|      | Celt cu urechiușă        | Datare: sec. X a.Chr. Descoperit: jud. SATU MARE, com. PIR, PIR, Krumpli Földek Material: bronz; turnare | Celt cu urechiușă, masiv, cu gura îngroșată, de formă ovală, cu lama bine marcată sub zona de înmănușare, lățită în zona tăișului. Tăișul este deteriorat, la fel ca la mai multe piese din depozit. Decorul este format din nervuri dispuse într-o combinație identică pe ambele fețe: 3 linii orizontale sub gură din care pornesc 3 linii a trei nervuri unghiulare. Patina nobilă de culoare verde deschis este bine păstrată.                                  | Muzeul Județean, Satu | Cimec    |
|      | Celt cu urechiușă        | Datare: sec. X a.Chr. Descoperit: jud. SATU MARE, com. PIR, PIR, Krumpli Földek Material: bronz; turnare | Celt cu urechiușă, masiv, cu gura îngroșată, cu lama bine marcată sub zona de înmănușare, lățită la tăiș. Tăișul nu este deteriorat, în comparație cu a altor piese din depozit. Decorul este format din nervuri în unghi ascuțit, înscrise una în alta, a căror laturi pornesc de sub gură. Patina nobilă, bine păstrată, este de culoare verde deschisă pe o parte și albăstruie pe cealaltă.                                                                     | Muzeul Județean, Satu | Cimec    |
|      | Celt cu urechiușă        | Datare: sec. X a.Chr. Descoperit: jud. SATU MARE, com. PIR, PIR, Krumpli Földek Material: bronz; turnare | Celt masiv cu gura dreaptă, îngroșată la margine, cu secțiunea ovală, cu corpul masiv zvelt, ornamentat cu nervuri concentrice sub buză și cu nervuri în formă de Y, flancate de linii arcuite. | Muzeul Județean, Satu | Cimec    |
|      | Celt cu urechiușă        | Datare: sec. X a.Chr. Descoperit: jud. SATU MARE, com. PIR, PIR, Krumpli Földek Material: bronz; turnare | Celt masiv cu gura dreaptă, îngroșată la margine, cu secțiunea ovală, cu corpul zvelt, ornamentat cu nervuri concentrice sub buză și cu nervuri în formă de Y, flancate de linii arcuite. | Muzeul Județean, Satu | Cimec    |
|      | Celt cu urechiușă        | Datare: sec. X a.Chr. Descoperit: jud. SATU MARE, com. PIR, PIR, Krumpli Földek Material: bronz; turnare | Celt cu gura dreaptă, lărgită și lama puternic lățită, rotunjită, despărțită de corp de un prag accentuat. Bordura găurii de înmănușare și partea de sub ea sunt decorate cu linii orizontale slab reliefate, de sub care coboară nervuri duble dispuse unghiular, arcuite. Urmele de turnare au fost îndepărtate. | Muzeul Județean, Satu | Cimec    |
|      | Celt cu urechiușă        | Datare: sec. X a.Chr. Descoperit: jud. SATU MARE, com. PIR, PIR, Krumpli Földek Material: bronz; turnare | Celt cu gura dreaptă, lărgită și lama puternic lățită, rotunjită, despărțită de corp de un prag accentuat. Bordura găurii de înmănușare și partea de sub ea sunt decorate cu linii orizontale slab reliefate, de sub care coboară nervuri duble dispuse unghiular, scurte, încadrate de aripioare. Urmele de turnare au fost îndepărtate, iar un orificiu aflat în zona bordurii reprezintă un defect de turnare.                                                   | Muzeul Județean, Satu | Cimec    |
|      | Celt cu urechiușă        | Datare: sec. X a.Chr. Descoperit: jud. SATU MARE, com. PIR, PIR, Krumpli Földek Material: bronz; turnare | Celt cu gura dreaptă, lărgită, și lama puternic lățită, rotunjită, despărțită de corp de un prag foarte accentuat. Bordura găurii de înmănușare și partea de sub ea sunt decorate cu două, respectiv trei linii orizontale. Din ultima linie orizontală coboară trei nervuri în formă de semicerc, încadrate de aripioare reliefate. Un colț al tăișului este rupt.                                                                                                 | Muzeul Județean, Satu | Cimec    |
|      | Celt cu urechiușă        | Datare: sec. X a.Chr. Descoperit: jud. SATU MARE, com. PIR, PIR, Krumpli Földek Material: bronz; turnare | Celt de tip transilvan cu urechiușă, svelt, cu gura lațită, ciobită. Este decorat cu nervuri orizontale sub gura de înmănușare, iar scutul de pe lamă este arcuit. | Muzeul Județean, Satu | Cimec    |
|      | Celt cu urechiușă        | Datare: sec. X a.Chr. Descoperit: jud. SATU MARE, com. PIR, PIR, Krumpli Földek Material: bronz; turnare | Celt cu gura dreaptă, lărgită și lama puternic lățită, rotunjită, despărțită de corp de un prag accentuat. Bordura găurii de înmănușare și partea de sub ea sunt decorate cu linii orizontale slab reliefate, de sub care coboară nervuri duble dispuse unghiular, însă mai lungi și mai arcuite decât exemplarul precedent, încadrate de aripioare. Urmele de turnare au fost îndepărtate, iar un orificiu aflat în zona bordurii reprezintă un defect de turnare. | Muzeul Județean, Satu | Cimec    |
|      | Celt cu urechiușă        | Datare: sec. X a.Chr. Descoperit: jud. SATU MARE, com. PIR, PIR, Krumpli Földek Material: bronz; turnare | Celt fără ornamente, cu gura dreaptă, îngustă și lama puternic lățită, rotunjită, despărțită de corp de un prag foarte accentuat. Piesa a fost ruptă în zona de îmbinare a lamei cu corpul. | Muzeul Județean, Satu | Cimec    |
|      | Vârf de lance            | Datare: sec. X a.Chr. Descoperit: jud. SATU MARE, com. PIR, PIR, Krumpli Földek Material: bronz; turnare | Vârf de lance cu lama netedă, în formă de frunză de dafin, cu lățimea maximă în partea inferioară a ei. Tocul de înmănușare este prevăzut cu o pereche de găuri pentru a permite o mai bună prindere de coadă și se prelungește până la vârful lamei. O parte a lamei este secționată și îndoită, ca urmare a unei lovituri aplicate transversal pe vârful de lance.                                                                                                | Muzeul Județean, Satu | Cimec    |
|      | Vârf de lance            | Datare: sec. X a.Chr. Descoperit: jud. SATU MARE, com. PIR, PIR, Krumpli Földek Material: bronz; turnare | Vârf de lance cu lama netedă, în formă de frunză de dafin, cu lățimea maximă în partea inferioară a ei. Tocul de înmănușare este prevăzut cu o pereche de găuri pentru a permite o mai bună prindere de coadă și se prelungește până la vârful lamei. Lama are ciobituri la margini și la vârf. | Muzeul Județean, Satu | Cimec    |
|      | Vârf de lance            | Datare: sec. X a.Chr. Descoperit: jud. SATU MARE, com. PIR, PIR, Krumpli Földek Material: bronz; turnare | Vârf de lance cu lama netedă, în formă de frunză de dafin, cu lățimea maximă în partea inferioară a ei. Tocul de înmănușare este prevăzut cu o pereche de găuri pentru a permite o mai bună prindere de coadă și se prelungește până la vârful lamei. | Muzeul Județean, Satu | Cimec    |
|      | Celt cu urechiușă        | Datare: sec. X a.Chr. Descoperit: jud. SATU MARE, com. PIR, PIR, Krumpli Földek Material: bronz; turnare | Celt cu gura dreaptă, lărgită și lama puternic lățită, rotunjită, despărțită de corp de un prag foarte accentuat. Bordura găurii de înmănușare și partea de sub ea sunt decorate cu linii orizontale slab reliefate, de sub care coboară nervuri duble dispuse unghiular. Urmele de turnare au fost îndepărtate. | Muzeul Județean, Satu | Cimec    |
|      | Celt cu urechiușă        | Datare: sec. X a.Chr. Descoperit: jud. SATU MARE, com. PIR, PIR, Krumpli Földek Material: bronz; turnare | Celt cu gura dreaptă, lărgită și lama puternic lățită, rotunjită, despărțită de corp de un prag foarte accentuat. Bordura găurii de înmănușare și partea de sub ea sunt decorate cu linii orizontale slab reliefate, de sub care coboară nervuri duble dispuse unghiular, arcuite. Urmele de turnare au fost îndepărtate. | Muzeul Județean, Satu | Cimec    |
|      | Celt cu urechiușă        | Datare: sec. X a.Chr. Descoperit: jud. SATU MARE, com. PIR, PIR, Krumpli Földek Material: bronz; turnare | Celt cu decor format din nervuri orizontale (trei pe bordura îngroșată și trei sub aceasta) din care coboară nervuri verticale ce încadrează trei nervuri unghiulare cu laturi arcuite. | Muzeul Județean, Satu | Cimec    |
|      | Celt cu urechiușă        | Datare: sec. X a.Chr. Descoperit: jud. SATU MARE, com. PIR, PIR, Krumpli Földek Material: bronz; turnare | Celt cu gura concavă cu secțiune ovală și cu tăișul rotunjit, lățit în raport cu tubul de înmănușare. Este prevăzut cu plisc înalt, bordura găurii de înmănușare îngroșată, iar canturile ce despart fețele late de cele înguste sunt profilate, prevăzute cu linii adâncite. | Muzeul Județean, Satu | Cimec    |
|      | Celt cu urechiușă        | Datare: sec. X a.Chr. Descoperit: jud. SATU MARE, com. PIR, PIR, Krumpli Földek Material: bronz; turnare | Celt alungit, cu gura de înmănușare îngustă, cu lama ascuțită, decorat cu nervuri orizontale sub bordura găurii de înmănușare și cu aripioare pe muchiile înguste. | Muzeul Județean, Satu | Cimec    |
|      | Celt cu urechiușă        | Datare: sec. X a.Chr. Descoperit: jud. SATU MARE, com. PIR, PIR, Krumpli Földek Material: bronz; turnare | Celt decorat cu protuberanță în formă de mic disc. Este de dimensiuni medii, cu o conformație adesea întâlnită în spațiul carpatic: cu gura îngroșată, tubul de înmănușare cilindric, cu o trecere bruscă, sub formă de prag, la lamă. | Muzeul Județean, Satu | Cimec    |
|      | Celt cu urechiușă        | Datare: sec. X a.Chr. Descoperit: jud. SATU MARE, com. PIR, PIR, Krumpli Földek Material: bronz; turnare | Celt din bronz, cu urechiușă. | Muzeul Județean, Satu | Cimec    |
|      | Celt cu urechiușă        | Datare: sec. X a.Chr. Descoperit: jud. SATU MARE, com. PIR, PIR, Krumpli Földek Material: bronz; turnare | Celt cu gura dreaptă, lărgită și lama puternic lățită, rotunjit. Bordura găurii de înmănușare și partea de sub ea sunt decorate cu linii orizontale, de sub care coboară nervuri duble dispuse vertical, arcuite. | Muzeul Județean, Satu | Cimec    |
|      | Celt cu urechiușă        | Datare: sec. X a.Chr. Descoperit: jud. SATU MARE, com. PIR, PIR, Krumpli Földek Material: bronz; turnare | Celt cu gura dreaptă, lărgită și lama puternic lățită, rotunjit. Bordura găurii de înmănușare și partea de sub ea sunt decorate cu linii orizontale, de sub care coboară nervuri duble, arcuite, dispuse unghiular, fără a se uni la vârf. Urmele de turnare au fost îndepărtate. Are o parte din gură ruptă. | Muzeul Județean, Satu | Cimec    |
|      | Seceră cu limbă la mâner | Datare: sec. X a.Chr. Descoperit: jud. SATU MARE, com. PIR, PIR, Krumpli Földek Material: bronz; turnare | Fragment de seceră cu limbă la mâner, format din mâner și o bucată de lamă, ornamentată cu două nervuri ce pornesc din coadă. Prezintă urme de deteriorare din preistorie. | Muzeul Județean, Satu | Cimec    |
|      | Celt cu urechiușă        | Datare: sec. X a.Chr. Descoperit: jud. SATU MARE, com. PIR, PIR, Krumpli Földek Material: bronz; turnare | Celt alungit, cu gura de înmănușare îngustă, cu lama ascuțită, decorat cu nervuri orizontale, unghiulare sub bordura găurii de înmănușare și cu aripioare pe muchiile înguste. | Muzeul Județean, Satu | Cimec    |
|      | Celt cu urechiușă        | Datare: sec. X a.Chr. Descoperit: jud. SATU MARE, com. PIR, PIR, Krumpli Földek Material: bronz; turnare | Celt cu gura concavă cu secțiune ovală și cu tăișul rotunjit, lățit în raport cu tubul de înmănușare. Este prevăzut cu plisc înalt, bordura găurii de înmănușare îngroșată, iar canturile ce despart fețele late de cele înguste sunt profilate, prevăzute cu linii adâncite. | Muzeul Județean, Satu | Cimec    |
|      | Vas ceramic              | Datare: prima jumătate a mil. IV a. Chr. Descoperit: jud. SATU MARE, com. URZICENI, URZICENI, vamă Material: ceramică | Strachină de mici dimensiuni, culoare brun, de tip semicalotă, fund rotunjit, amplasată în zona antebrațului mâinii stângi, astupând gura paharului. | Muzeul Județean, Satu | Cimec    |
|      | Vas ceramic              | Datare: prima jumătate a mil. IV a. Chr. Descoperit: jud. SATU MARE, com. URZICENI, URZICENI, vamă Material: ceramică | Vas de tip „ghiveci de flori”, culoare brun cu flecuri, formă tronconică, înaltă, buza neregulată, fund drept, ușor profilat, patru butoni mari poziționați pe zona mediană a vasului, doi butoni mici dispuși sub buza vasului, descoperit peste laba piciorului. | Muzeul Județean, Satu | Cimec    |
|      | Vas ceramic              | Datare: prima jumătate a mil. IV a. Chr. Descoperit: jud. SATU MARE, com. URZICENI, URZICENI, vamă Material: ceramică | Strachină scundă, culoare negru-cenușiu cu flecuri brune, pereții ușor arcuiți, fundul ușor rotunjit, patru butoni amplasați în zona fundului, poziționată deasupra genunchiului. | Muzeul Județean, Satu | Cimec    |
|      | Vas ceramic              | Datare: prima jumătate a mil. IV a. Chr. Descoperit: jud. SATU MARE, com. URZICENI, URZICENI, vamă Material: ceramică | Oală înaltă, culoare brun închis, corp profilat, alungit, fund drept, profilat, patru torți perforate vertical amplasate pe umărul vasului, amplasat între genunchi și cutia toracică, peste coate și antebrațele mâinilor. | Muzeul Județean, Satu | Cimec    |
|      | Vas ceramic              | Datare: prima jumătate a mil. IV a. Chr. Descoperit: jud. SATU MARE, com. URZICENI, URZICENI, vamă Material: ceramică | Vas de tip „oală de lapte”, culoare brun-negricios, gât înalt, conic, corp bombat, umăr ușor profilat, fund drept, două toarte perforate, amplasate sub buză, descoperit în zona genunchiului. | Muzeul Județean, Satu | Cimec    |
|      | Vas ceramic              | Datare: prima jumătate a mil. IV a. Chr. Descoperit: jud. SATU MARE, com. URZICENI, URZICENI, vamă Material: ceramică | Strachină, adâncă, culoare brun închis, ușor bitronconic, buza invazată, corpul ușor arcuit, fund ușor profilat, cu două torți perforate orizontal, amplasate pe umăr, 2 butoni amplasați în zona diametrului maxim al vasului, descoperit la spatele defunctului. | Muzeul Județean, Satu | Cimec    |
|      | Vas ceramic              | Datare: prima jumătate a mil. IV a. Chr. Descoperit: jud. SATU MARE, com. URZICENI, URZICENI Material: ceramică | Strachină, culoare brun cu flecuri, buza ușor evazată, umăr ușor pronunțat, pereți arcuiți, fund rotunjit, descoperită în zona genunchiului, în vecinătatea vasului de tip „oală de lapte”. | Muzeul Județean, Satu | Cimec    |
|      | Vas ceramic              | Datare: prima jumătate a mil. IV a. Chr. Descoperit: jud. SATU MARE, com. URZICENI, URZICENI, vamă Material: ceramică | Strachină, culoare cafeniu-roșiatic, buza neregulată, pe alocuri ușor răsfrântă, pereții ușor arcuiți, fund drept, descoperită în zona umărului drept. | Muzeul Județean, Satu | Cimec    |
|      | Vas ceramic              | Datare: prima jumătate a mil. IV a. Chr. Descoperit: jud. SATU MARE, com. URZICENI, URZICENI, vamă Material: ceramică | Vas de tip „oală cu lapte”, culoare cenușiu, gât înalt, umăr ușor profilat, corp prelung, buza ușor evazată, fund drept, două torți perforate amplasate pe buza vasului, doi butoni amplasați deasupra diametrului maxim al vasului, descoperit în zona craniului, lângă umărul drept. | Muzeul Județean, Satu | Cimec    |
|      | Vas ceramic              | Datare: prima jumătate a muil. IV a.Chr. Descoperit: jud. SATU MARE, com. URZICENI, URZICENI, vamă Material: ceramică | Vas adânc, culoare brun-negricios cu flecuri, foarte friabil, ușor bitronconic, fund drept, patru butoni amplasați pe zona mediană a vasului. | Muzeul Județean, Satu | Cimec    |
|      | Vas ceramic              | Datare: prima jumătate a muil. IV a.Chr. Descoperit: jud. SATU MARE, com. URZICENI, URZICENI, vamă Material: ceramică | Strachină, culoare brun, tip calotă, buză scurtă, ușor invazată, fund drept, două torți perforate amplasate sub buză, doi butoni amplasați pe umărul vasului, descoperită între bazin și călcâiul piciorului stâng. | Muzeul Județean, Satu | Cimec    |
|      | Vas ceramic              | Datare: prima jumătate a muil. IV a.Chr. Descoperit: jud. SATU MARE, com. URZICENI, URZICENI, vamă Material: ceramică | Vas tip „oală de lapte”, culoare negru-cenusiu, gât înalt, cilindric, corpul puternic bombat, masiv, diform, fund rotunjit, două toarte sub buză, de categorie semifină, culoare negru-cenușiu cu flecuri brune, degresat cu nisip și cioburi pisate, poziționat lângă călcâiul defunctului. | Muzeul Județean, Satu | Cimec    |
|      | Vas ceramic              | Datare: prima jumătate a muil. IV a.Chr. Descoperit: jud. SATU MARE, com. URZICENI, URZICENI, vamă Material: ceramică | Vas adânc, culoare brun cu flecuri, ușor bitronconic, fund drept, ușor profilat cu două serii de butoni, 4 butoni poziționați sub diametrul maxim, patru butoni poziționați sub buză, poziționat între bazin și călcâiul piciorului. | Muzeul Județean, Satu | Cimec    |
|      | Vas ceramic              | Datare: prima jumătate a muil. IV a.Chr. Descoperit: jud. SATU MARE, com. URZICENI, URZICENI, vamă Material: ceramică | Vas de tip „oală de lapte”, culoare negru-cenușiu, gât înalt, corp prelung, fund drept, două torți perforate amplasate sub buza vasului, poziționat în zona cotului mâinii drepte. | Muzeul Județean, Satu | Cimec    |
|      | Vas ceramic              | Datare: prima jumătate a muil. IV a.Chr. Descoperit: jud. SATU MARE, com. URZICENI, URZICENI, vamă Material: ceramică | Strachină, adâncă, culoare brun cu flecuri, buza ușor invazată, corpul ușor arcuit, fund profilat, patru butoni amplasați sub buză, poziționat în zona antebrațului. | Muzeul Județean, Satu | Cimec    |
|      | Vas ceramic              | Datare: prima jumătate a muil. IV a.Chr. Descoperit: jud. SATU MARE, com. URZICENI, URZICENI, vamă Material: ceramică | Strachină, culoare brun, buza evazată, umăr ușor pronunțat, pereți arcuiți, amplasat în zona mâinii, fundul ușor rotunjit, două torți perforate orizontal amplasate sub buză. | Muzeul Județean, Satu | Cimec    |
|      | Vas ceramic              | Datare: prima jumătate a muil. IV a.Chr. Descoperit: jud. SATU MARE, com. URZICENI, URZICENI, vamă Material: ceramică | Vas de tip „oală de lapte”, culoare brun cu flecuri, aspect piriform, gât scurt, corp masiv, fund drept, cu două torți perforate amplasate sub buza vasului, poziționat în zona mâinii. | Muzeul Județean, Satu | Cimec    |
|      | Vas ceramic              | Datare: prima jumătate a muil. IV a.Chr. Descoperit: jud. SATU MARE, com. URZICENI, URZICENI, vamă Material: ceramică | Vas de tip „oală de lapte”, culoare brun cu flecuri, gât înalt, conic, corp bombat, fund drept, cu două torți perforate amplasate sub buza vasului, poziționat în zona capului. | Muzeul Județean, Satu | Cimec    |
|      | Vas ceramic              | Datare: prima jumătate a muil. IV a.Chr. Descoperit: jud. SATU MARE, com. URZICENI, URZICENI, vamă Material: ceramică | Strachină scundă, culoare brun cu flecuri negre, buza ușor evazată, umăr ușor pronunțat, pereți arcuiți, fundul ușor rotunjit, poziționată în zona capului. | Muzeul Județean, Satu | Cimec    |
|      | Vas ceramic              | Datare: prima jumătate a muil. IV a.Chr. Descoperit: jud. SATU MARE, com. URZICENI, URZICENI, vamă Material: ceramică | Vas de tip „oală de lapte”, culoare negru-cenușiu cu flecuri gălbui, gât relativ înalt, corp rotunjit, masiv, fund drept, cu două torți perforate pe buza vasului, poziționat în zona piciorului. | Muzeul Județean, Satu | Cimec    |
|      | Vas ceramic              | Datare: prima jumătate a muil. IV a.Chr. Descoperit: jud. SATU MARE, com. URZICENI, URZICENI, vamă Material: ceramică | Strachină plată, culoare cenușiu cu flecuri gălbui, cu buza ușor invazată, cu pereții semicalotă, cu patru proeminențe amplasate pe umărul vasului, picior etajat, înalt, perforat, păstrat fragmentar, poziționată între bazin și călcâiul piciorului drept. | Muzeul Județean, Satu | Cimec    |
|      | Vas ceramic              | Datare: prima jumătate a muil. IV a.Chr. Descoperit: jud. SATU MARE, com. URZICENI, URZICENI, vamă Material: ceramică | Strachină, culoare brun-negricios, buza ușor evazată, umăr ușor profilat, pereții arcuiți, fund rotunjit, cu patru butoni amplasați sub zona mediană a vasului, amplasat între cotul mâinii drepte și cotul mâinii stângi. | Muzeul Județean, Satu | Cimec    |
|      | Vas ceramic              | Datare: prima jumătate a muil. IV a.Chr. Descoperit: jud. SATU MARE, com. URZICENI, URZICENI, vamă Material: ceramică | Strachină, culoare brun cu flecuri, scundă, pereții ușor arcuiți, fund rotunjit, poziționată lângă cotul mâinii stângi. | Muzeul Județean, Satu | Cimec    |
|      | Vas ceramic              | Datare: prima jumătate a muil. IV a.Chr. Descoperit: jud. SATU MARE, com. URZICENI, URZICENI, vamă Material: ceramică | Strachină poziționată lângă genunchii defunctului, culoare brun-închis, pereții oblici, fund rotunjit, două toarte perforate sub buză. | Muzeul Județean, Satu | Cimec    |
|      | Vas ceramic              | Datare: prima jumătate a muil. IV a.Chr. Descoperit: jud. SATU MARE, com. URZICENI, URZICENI, vamă Material: ceramică | Oală, culoare negru-cenușiu cu flecuri gălbui, gât tronconic înalt, corp profilat, bombat, umăr profilat, două toarte cu câte două perforații verticale, amplasate pe zona de bombare maximă, fund inelar. | Muzeul Județean, Satu | Cimec    |
|      | Vas ceramic              | Datare: prima jumătate a muil. IV a.Chr. Descoperit: jud. SATU MARE, com. URZICENI, URZICENI, vamă Material: ceramică | Vas adânc, ușor bitronconic, buza invazată, fund drept, cu patru torți-apucători amplasate pe diametrul maxim. | Muzeul Județean, Satu | Cimec    |
|      | Vas ceramic              | Datare: prima jumătate a muil. IV a.Chr. Descoperit: jud. SATU MARE, com. URZICENI, URZICENI, vamă Material: ceramică | Vas de tip „oală de lapte”, aspect piriform, corpul bombat neuniform, două toarte perforate sub buză. | Muzeul Județean, Satu | Cimec    |
|      | Vas ceramic              | Datare: prima jumătate a muil. IV a.Chr. Descoperit: jud. SATU MARE, com. URZICENI, URZICENI, vamă Material: ceramică | Castron cu buza invazată, cu fundul ușor arcuit, de culoare cărămiziu cu flecuri. | Muzeul Județean, Satu | Cimec    |
|      | Vas ceramic              | Datare: prima jumătate a muil. IV a.Chr. Descoperit: jud. SATU MARE, com. URZICENI, URZICENI, vamă Material: ceramică | Vas de mici dimensiuni, culoare cărămizie, tronconic, buza neregulată, ușor evazată, fund drept, profilat. | Muzeul Județean, Satu | Cimec    |
|      | Vas ceramic              | Datare: prima jumătate a muil. IV a.Chr. Descoperit: jud. SATU MARE, com. URZICENI, URZICENI, vamă Material: ceramică | Castron cu buza invazată, cu fundul ușor arcuit, buza usor neregulată, degresat cu cioburi, ardere slabă. | Muzeul Județean, Satu | Cimec    |
|      | Oală                     | Descoperit: jud. SATU MARE, com. URZICENI, URZICENI, Vamă Material: ceramică | Vas de tip „oală de lapte”, culoare negru-cenușiu, cu aspect piriform, gât cilindric, fundul ușor rotunjit, cu două torți perforate amplasate pe buză. | Muzeul Județean, Satu | Cimec    |
|      | Oală                     | Descoperit: jud. SATU MARE, com. URZICENI, URZICENI, Vamă Material: ceramică | Vas de tip „oală de lapte”, cu corpul bombat, cu două torți perforate sub buză, de categorie uzuală, culoare brun-cenușiu cu flecuri, degresat cu nisip și cioburi pisate. | Muzeul Județean, Satu | Cimec    |
|      | Vas                      | Descoperit: jud. SATU MARE, com. URZICENI, URZICENI, Vamă Material: ceramică | Vas de tip „ghiveci de flori” cu buza ușor invazată, pereții ușor arcuiți, cu patru torți crestate, amplasate în zona mediană și patru butoni simpli amplasați sub buză, de categorie uzuală, culoare brun cu flecuri, degresat cu nisip și cioburi pisate. | Muzeul Județean, Satu | Cimec    |
|      | Vas                      | Descoperit: jud. SATU MARE, com. URZICENI, URZICENI, Vamă Material: ceramică | Castron, culoare brun-negricios, deschidere largă, buza invazată, fund drept, ușor profilat, trei torți perforate orizontal, amplasate sub buză, asimetrice. | Muzeul Județean, Satu | Cimec    |
|      | Vas                      | Descoperit: jud. SATU MARE, com. URZICENI, URZICENI, Vamă Material: ceramică | Oală, pereții bombați, cu patru torți-apucătoare amplasate în zona mediană, de categorie uzuală, culoare brun cu flecuri, degresat cu nisip și cioburi pisate. | Muzeul Județean, Satu | Cimec    |
|      | Vas                      | Descoperit: jud. SATU MARE, com. URZICENI, URZICENI, Vamă Material: ceramică | Oală înaltă cu două toarte sub zona de bombare maximă și alte două mai mici dispuse deasupra zonei de bombare maximă, de categorie uzuală, culoare brun cu flecuri cenușii, degresat cu nisip și cioburi pisate. | Muzeul Județean, Satu | Cimec    |
|      | Vas                      | Descoperit: jud. SATU MARE, com. URZICENI, URZICENI, Vamă Material: ceramică | Strachină cu buza evazată, umăr scurt, fund drept, cu patru butoni dispuși asimetric în partea inferioară a vasului, de categorie uzuală, culoare brun cu flecuri, degresat cu nisip și cioburi pisate. | Muzeul Județean, Satu | Cimec    |
|      | Vas                      | Descoperit: jud. SATU MARE, com. URZICENI, URZICENI, Vamă Material: ceramică | Strachină cu buza evazată, cu fundul ușor rotunjit, cu cinci butoni dispuși asimetric în zona mediană a vasului, de categorie semifină, culoare brun cu flecuri, degresat cu nisip și cioburi pisate. | Muzeul Județean, Satu | Cimec    |
|      | Vas                      | Descoperit: jud. SATU MARE, com. URZICENI, URZICENI, Vamă Material: ceramică | Strachină cu pereții ușor arcuiți, fund drept, cu două toarte perforate amplasate sub buză, de categorie semifină, culoare portocalie cu flecuri, degresat cu nisip și cioburi pisate. | Muzeul Județean, Satu | Cimec    |
|      | Vas                      | Descoperit: jud. SATU MARE, com. URZICENI, URZICENI, Vamă Material: ceramică | Strachină cu fundul ușor rotunjit, cu buza ușor invazată, cu patru torți-piciorușe, de categorie semifină, culoare brun cu flecuri, degresat cu nisip și cioburi pisate. | Muzeul Județean, Satu | Cimec    |
|      | Vas                      | Descoperit: jud. SATU MARE, com. URZICENI, URZICENI, Vamă Material: ceramică | Strachină cu fundul ușor rotunjit, cu buza ușor invazată, de categorie semifină, culoare brun cu flecuri, degresat cu nisip și cioburi pisate. | Muzeul Județean, Satu | Cimec    |
|      | Oală                     | Descoperit: jud. SATU MARE, com. URZICENI, URZICENI, Vamă Material: ceramică | Vas tip „oală de lapte”, cu aspect piriform, foarte bombat, cu două torți perforate amplasate sub buză, care nu s-au păstrat, de categorie semifină, culoare brun cu flecuri, degresat cu nisip și cioburi pisate. | Muzeul Județean, Satu | Cimec    |
|      | Vas                      | Descoperit: jud. SATU MARE, com. URZICENI, URZICENI, Vamă Material: ceramică | Castron cu buza ușor invazată, fundul ușor profilat, cu doi butoni amplasați pe umăr care nu s-au păstrat, de categorie uzuală, culoare brun cu flecuri, degresat cu nisip și cioburi pisate. | Muzeul Județean, Satu | Cimec    |
|      | Vas                      | Descoperit: jud. SATU MARE, com. URZICENI, URZICENI, Vamă Material: ceramică | Vas tip „ghiveci de flori”, culoare cărămizie, slip parțial căzut, formă tronconică, fund drept, ușor profilat, cu cinci butoni amplasați asimetric în zona mediană a vasului. | Muzeul Județean, Satu | Cimec    |
|      | Oală                     | Descoperit: jud. SATU MARE, com. URZICENI, URZICENI, Vamă Material: ceramică | Vas tip „oală de lapte”, cu buza ușor evazată, cu două torți perforate plasate pe buza vasului, cu corpul bombat, de categorie semifină, culoare brun închis cu flecuri cenușii, degresat cu nisip. | Muzeul Județean, Satu | Cimec    |
|      | Oală                     | Descoperit: jud. SATU MARE, com. URZICENI, URZICENI, Vamă Material: ceramică | Vas tip „oală de lapte”, cu buza ușor evazată, cu două torți perforate plasate pe buza vasului, cu corpul bombat, de categorie semifină, culoare brun închis cu flecuri cenușii, degresat cu nisip. | Muzeul Județean, Satu | Cimec    |
|      | Vas                      | Descoperit: jud. SATU MARE, com. URZICENI, URZICENI, Vamă Material: ceramică | Castron cu fundul rotunjit, cu buza ușor invazată, de categorie semifină, culoare portocaliu cu flecuri, degresat cu nisip și cioburi pisate. | Muzeul Județean, Satu | Cimec    |
|      | Vas                      | Descoperit: jud. SATU MARE, com. URZICENI, URZICENI, Vamă Material: ceramică | Castron cu fundul rotunjit, cu buza ușor invazată, cu trei butoni aplicați sub zona mediană a vasului, de categorie semifină, culoare brun cu flecuri, degresat cu nisip și cioburi pisate. | Muzeul Județean, Satu | Cimec    |
|      | Vas                      | Descoperit: jud. SATU MARE, com. URZICENI, URZICENI, Vamă Material: ceramică | Oală înaltă, păstrată fragmentar, cu două toarte amplasate deasupra zonei de bombare maximă, de categorie uzuală, culoare negru-cenușiu cu flecuri, degresat cu nisip și cioburi pisate. | Muzeul Județean, Satu | Cimec    |
|      | Vas                      | Descoperit: jud. SATU MARE, com. URZICENI, URZICENI, Vamă Material: ceramică | Strachină cu fundul ușor rotunjit, cu buza ușor evazată, cu patru torți-piciorușe, de categorie semifină, culoare neagră, degresat cu nisip și cioburi pisate, foarte friabil. | Muzeul Județean, Satu | Cimec    |
|      | Vas                      | Descoperit: jud. SATU MARE, com. URZICENI, URZICENI, Vamă Material: ceramică | Vas-borcan, cu buza trasă spre interior, pereții ușor arcuiți, cu patru torți-apucătoare amplasate în zona mediană, de categorie uzuală, culoare brun cu flecuri, degresat cu nisip și cioburi pisate. | Muzeul Județean, Satu | Cimec    |
|      | Oală                     | Descoperit: jud. SATU MARE, com. URZICENI, URZICENI, Vamă Material: ceramică | Vas tip “oală de lapte”, factură semifină, culoare brun cu flecuri, gât înalt, conic, buza ușor evazată, corpul bombat, fund drept, două torți perforate plasate pe buza vasului. | Muzeul Județean, Satu | Cimec    |
|      | Vas                      | Descoperit: jud. SATU MARE, com. URZICENI, URZICENI, Vamă Material: ceramică | Strachină, buza ușor evazată, umăr scurt ușor pronunțat, pereți arcuiți, fundul rotunjit, de categorie semifină, culoare brun închis cu flecuri, degresat cu nisip și cioburi pisate. | Muzeul Județean, Satu | Cimec    |
|      | Vas                      | Descoperit: jud. SATU MARE, com. URZICENI, URZICENI, Vamă Material: ceramică | Strachină de mici dimensiuni cu fund drept, de culoare roșiatică, degresat cu fragmente ceramice, descoperit în zona antebrațelor. | Muzeul Județean, Satu | Cimec    |
|      | Oală                     | Descoperit: jud. SATU MARE, com. URZICENI, URZICENI, Vamă Material: ceramică | Vas tip „oală cu lapte” cu corpul bombat, păstrat fragmentar, de categorie uzuală, de culoare negru-cenușiu cu flecuri brun deschis, degresat cu cioburi pisate. | Muzeul Județean, Satu | Cimec    |
|      | Vas                      | Descoperit: jud. SATU MARE, com. URZICENI, URZICENI, Vamă Material: ceramică | Vas tip „ghiveci de flori”, cu buza ușor invazată, cu patru torți apucători amplasate asimetric pe zona mediană a vasului. Este de culoare brun închis cu flecuri, degresat cu cioburi pisate, de categorie uzuală. | Muzeul Județean, Satu | Cimec    |
|      | Umbo de scut             | Descoperit: jud. Satu Mare, com. MEDIEȘU AURIT, MEDIEȘU AURIT, Șuculeu (La Leșu) Material: fier; batere | Umbo de scut cu antenă, din fier, antena este tubulară, la marginea inferioară a calotei a fost montată o bandă cu o lărgime de 2 cm. Această bandă este străpunsă de 3 nituri cu care umbo-ul a fost prins de scut. Grosimea tablei este de 4 mm. | Muzeul Județean, Satu | Cimec    |
|      | Vârf de lance            | Descoperit: jud. Satu Mare, com. MEDIEȘU AURIT, MEDIEȘU AURIT, Șuculeu (La Leșu) Material: fier; batere | Vârf de lance, din fier, cu lamă subțire, cu tub de înmănușare foarte lung, ce depășește lungimea lamei. | Muzeul Județean, Satu | Cimec    |
|      | Pinten                   | Descoperit: jud. Satu Mare, com. MEDIEȘU AURIT, MEDIEȘU AURIT, Șuculeu (La Leșu) Dimensiuni: D spin: 12 mm Material: fier; batere | Pinten din fier, cu spin, cu buton ca capetele arcurilor. Este un tip specific culturii Przeworsk (vandali). | Muzeul Județean, Satu | Cimec    |
|      | Vârf de lance            | Descoperit: jud. Satu Mare, com. MEDIEȘU AURIT, MEDIEȘU AURIT, Șuculeu (La Leșu) Material: fier; batere | Vârf de lance, din fier, cu lamă lată, cu tub de înmănușare scurt, cca o treime lungimea lamei. | Muzeul Județean, Satu | Cimec    |
|      | Seceră                   | Descoperit: jud. Satu Mare, com. LAZURI, LAZURI, Râtul lui bela Material: fier; batere | Seceră din fier, lama este puțin arcuită, penduncul cca. o treime din lungimea totată a uneltei. | Muzeul Județean, Satu | Cimec    |
|      | Seceră                   | Descoperit: jud. Satu Mare, com. MEDIEȘU AURIT, MEDIEȘU AURIT, Șuculeu (La Leșu) Material: fier; batere | Seceră din fier, cu lama curbată, penduncul foarte mic, terminat într-un buton. | Muzeul Județean, Satu | Cimec    |
|      | Vârf de lance            | Descoperit: jud. Satu Mare, com. DOROLȚ, PETEA, Vamă Material: fier; batere | Vârf de lance, din fier, cu lamă în formă alungită, cu tub de înmănușare care reprezintă cca. o treime din lungimea totală a vârfului de lance. | Muzeul Județean, Satu | Cimec    |
|      | Vârf de lance            | Descoperit: jud. Satu Mare, com. APA, APA, Vamă Material: fier; batere | Vârf de lance, din fier, cu lamă în formă alungită, cu tub de înmănușare care reprezintă cca. o treime din lungimea totală a vârfului de lance. | Muzeul Județean, Satu | Cimec    |
|      | Vârf de lance            | Descoperit: jud. Satu Mare, com. MEDIEȘU AURIT, MEDIEȘU AURIT, Șuculeu (La Leșu) Material: fier; batere | Vârf de lance, din fier, cu lamă subțire, cu tub de înmănușare lung, două treimi din lungimea lamei. | Muzeul Județean, Satu | Cimec    |
|      | Ceașcă dacică            | Descoperit: jud. Satu Mare, com. SUPUR, SUPURU DE SUS, Șucule Togul luio Cosmi Material: ceramică; modelare cu mâna | Este modelată cu mâna, din pastă grosieră, formă tronconică, cu toartă care pornește din buză și se închide la bază. | Muzeul Județean, Satu | Cimec    |
|      | Ceașcă dacică            | Descoperit: jud. Satu Mare, com. SUPUR, SUPURU DE SUS, Șucule Togul luio Cosmi Material: ceramică; modelare cu mâna | Este modelată cu mâna, din pastă grosieră, formă tronconică, cu toartă care pornește din buză și se închide la bază. | Muzeul Județean, Satu | Cimec    |
|      | Ceașcă dacică            | Descoperit: jud. Satu Mare, com. MEDIEȘU AURIT, MEDIEȘU AURIT, Șuculeu (La Leșu) Material: ceramică; modelare cu mâna | Este modelată cu mâna, din pastă grosieră, formă tronconică, cu toartă care pornește din buză și se închide la bază. | Muzeul Județean, Satu | Cimec    |
|      | Chiup                    | Descoperit: jud. Satu Mare, com. MEDIEȘU AURIT, MEDIEȘU AURIT, Șuculeu (La Leșu) Material: ceramică; modelare la roată | Chiupul este modelat din colaci, după care a fost finisat pe roata olarului. Este cenușiu, fin, neornamentat, cu buză scurtă, cu profil dreptunghiular. | Muzeul Județean, Satu | Cimec    |
|      | Chiup                    | Descoperit: jud. Satu Mare, com. MEDIEȘU AURIT, MEDIEȘU AURIT, Șuculeu (La Leșu) Material: ceramică; modelare la roată | Chiupul este modelat din colaci, după care a fost finisat pe roata olarului. Este cenușiu, fin, ornamentat cu benzi de linii în val pe umăr, buză trasă spre exterior, în forma literei „T”. | Muzeul Județean, Satu | Cimec    |
|      | Chiup                    | Descoperit: jud. Satu Mare, com. MEDIEȘU AURIT, MEDIEȘU AURIT, Șuculeu (La Leșu) Material: ceramică; modelare la roată | Chiupul este modelat din colaci, după care a fost finisat pe roata olarului. Este cenușiu, fin, neornamentat, buză trasă spre exterior, în forma literei „T”. | Muzeul Județean, Satu | Cimec    |
|      | Chiup                    | Descoperit: jud. Satu Mare, com. MEDIEȘU AURIT, MEDIEȘU AURIT, Șuculeu (La Leșu) Material: ceramică; modelare la roată | Chiupul este modelat din colaci, după care a fost finisat pe roata olarului. Este cenușiu, fin, ornamentat cu benzi de linii în val pe umăr, buză trasă spre exterior, în forma literei „T”. | Muzeul Județean, Satu | Cimec    |
|      | Lanț                     | Datare: sec. III a.Chr. Descoperit: jud. Satu Mare, com. CIUMEȘTI, CIUMEȘTI, Grajdurile CAP Dimensiuni: Bastonaș 1: L: 32 mm; La: 11 mm; Gr: 2 mm; Bastonaș 2: L: 35 mm; La: 15 mm; Gr: 5 mm; Bastonaș 3: L: 25 mm; La: 5 mm; Gr: 3 mm; Veriga 1 și 3: L: 18 mm; La: 17 mm; Gr: 2 mm; Veriga 2 și 4: L: 19 mm; La: 18 mm; Gr: 2 mm Material: fier; împletire | Lanțul de fier a fost realizat din zale (elemente) de sârmă îndoite în formă de 8 și prinse la mijloc cu câte un inel. Catarama de închidere a centurii este lanceolată și a fost ornamentată cu cercuri ștanțate. De lanț atârnau pandantive în formă de bastonaș. | Muzeul Județean, Satu | Cimec    |
|      | Apărătoare de obraji     | Datare: sec. III a.Chr. Descoperit: jud. Satu Mare, com. CIUMEȘTI, CIUMEȘTI, Grajdurile CAP Material: fier; batere | De coif erau atârnate cu balamale obrăzarele mobile având aceeași formă triunghiulară și decorate cu butoni semisferici asemănători niturilor de pe calotă. | Muzeul Județean, Satu | Cimec    |
|      | Cană                     | Datare: sec. III a.Chr. Descoperit: jud. Satu Mare, com. PIȘCOLT, PIȘCOLT, Nisipărie Material: lut; modelare la roată | Cană lucrată la roată, din pastă fină, de culoare cenușie cu nuanțe brune. Este prevăzută cu doua toarte supraînălțate și fund inelar (kantharos). | Muzeul Județean, Satu | Cimec    |
|      | Cuțit                    | Datare: sec. III a.Chr. Descoperit: jud. Satu Mare, com. PIȘCOLT, PIȘCOLT, Nisipărie Dimensiuni: L lamă: 250 mm Material: fier; forjare | Cuțit mare de lovit din fier, cu lama dreaptă, cu mâner masiv. | Muzeul Județean, Satu | Cimec    |
|      | Cuțit                    | Datare: sec. III a.Chr. Descoperit: jud. Satu Mare, com. PIȘCOLT, PIȘCOLT, Nisipărie Material: fier; forjare | Cuțit mare de lovit din fier, cu lama puțin curbată, cu mâner din fier cu butoane. | Muzeul Județean, Satu | Cimec    |
|      | Cană                     | Datare: sec. III a.Chr. Descoperit: jud. Satu Mare, com. PIȘCOLT, PIȘCOLT, Nisipărie Material: lut; modelare cu mâna | Cană de culoare brun-roșiatică, lucrată cu mâna, cu o toartă, fără ornamente. | Muzeul Județean, Satu | Cimec    |
|      | Verigă de picior         | Datare: sec. III a.Chr. Descoperit: jud. Satu Mare, com. PIȘCOLT, PIȘCOLT, Nisipărie Material: bronz; turnare | Veriga masivă din bronz pentru picior, cu șapte semiove, formată din două părți detașabile prinse cu nituri. | Muzeul Județean, Satu | Cimec    |
|      | Vas                      | Datare: sec. III a.Chr. Descoperit: jud. Satu Mare, com. PIȘCOLT, PIȘCOLT, Nisipărie Material: lut; modelare la roată | Vas de mari dimensiuni, lucrat la roată, de culoare cenușie, fără ornamente. Vasul înalt cu gura îngustă, piesă standard în mormintele La Tène, are o formă sveltă, specifică fazelor evoluate ale necropolei. Un fragment din gura vasului este rupt și restaurat cu ghips. | Muzeul Județean, Satu | Cimec    |
|      | Verigă de picior         | Datare: sec. III a.Chr. Descoperit: jud. Satu Mare, com. PIȘCOLT, PIȘCOLT, Nisipărie Dimensiuni: D interior: 70 mm Material: bronz; turnare | Verigă pentru picior realizată din tablă subțire de bronz, de formă circulară, decorată cu noduri mici. | Muzeul Județean, Satu | Cimec    |
|      | Vârf de lance            | Datare: sec. III a.Chr. Descoperit: jud. Satu Mare, com. PIȘCOLT, PIȘCOLT, Nisipărie Material: fier; forjare | Vârf de lance din fier, de formă îngustă. | Muzeul Județean, Satu | Cimec    |
|      | Cană                     | Datare: sec. III a.Chr. Descoperit: jud. Satu Mare, com. PIȘCOLT, PIȘCOLT, Nisipărie Material: lut; modelare la roată | Cană mică cu toartă, de culoare negru-cenușiu, lucrată la roată. Ornamentul constă dintr-un registru de benzi verticale lustruite amplasat pe gât și dintr-o bandă decorativă formată din linii arcuite și grupuri de puncte, situată deasupra diametrului maxim. | Muzeul Județean, Satu | Cimec    |
|      | Vârf de lance            | Datare: sec. III a.Chr. Descoperit: jud. Satu Mare, com. PIȘCOLT, PIȘCOLT, Nisipărie Material: fier; forjare | Vârf de lance din fier, cu vârf alungit, ușor lățit, cu tub de înmănușare. | Muzeul Județean, Satu | Cimec    |
|      | Brățară                  | Datare: sec. III a.Chr. Descoperit: jud. Satu Mare, com. PIȘCOLT, PIȘCOLT, Nisipărie Dimensiuni: D interior: 74 mm Material: bronz; turnare | Brățară din bronz de formă circulară, cu închizătoare în formă de „priză” (Steckverschlose), cu ornamente în formă de linii punctate în zona de închidere. | Muzeul Județean, Satu | Cimec    |
|      | Vas cu gura strâmtă      | Datare: sec. III a.Chr. Descoperit: jud. Satu Mare, com. PIȘCOLT, PIȘCOLT, Nisipărie Material: lut; modelare la roată | Vas cu gura strâmtă (Linsenflasche), îngroșat sub buză, gât tronconic-alungit și umăr proeminent; lucrat la roată, fără ornamente, de culoare brun-roșiatică. | Muzeul Județean, Satu | Cimec    |
|      | Verigă de picior         | Datare: sec. III a.Chr. Descoperit: jud. Satu Mare, com. PIȘCOLT, PIȘCOLT, Nisipărie Dimensiuni: D interior: 75 mm Material: bronz; turnare | Verigă pentru picior din bronz decorată cu nodozități, cu catetele deschise, în formă de „peceți”. | Muzeul Județean, Satu | Cimec    |
|      | Brățară                  | Datare: sec. III a.Chr. Descoperit: jud. Satu Mare, com. PIȘCOLT, PIȘCOLT, Nisipărie Dimensiuni: D interior: 58 mm Material: bronz; turnare | Brățară din bronz de mici dimensiuni, prevăzută cu nodozități și decorată în stilul „celtic matur” (Reifenstil). | Muzeul Județean, Satu | Cimec    |
|      | Vas cu gura strâmtă      | Datare: sec. III a.Chr. Descoperit: jud. Satu Mare, com. PIȘCOLT, PIȘCOLT, Nisipărie Material: lut; modelare la roată | Vas cu gura strâmtă, în formă de pâlnie (Linsenflasche), decorat cu o nervură. Lucrat la roată, suprafețele bine netezite și lustruit, de culoare cenușie. | Muzeul Județean, Satu | Cimec    |
|      | Mărgea                   | Datare: sec. III a.Chr. Descoperit: jud. Satu Mare, com. PIȘCOLT, PIȘCOLT, Nisipărie Dimensiuni: D2: 15 mm; D3: 15 mm; D4: 16 mm; D5: 20 mm; D6: 19 mm; D7: 18 mm Material: sticlă | Perle din sticlă cilindrice, pictate în diferite nuanțe: albastru, brun, brun-gălbui, negru și alb. Perla cea mai mare are pictată o mască de om. | Muzeul Județean, Satu | Cimec    |
|      | Amforă                   | Datare: sec. III a.Chr. Descoperit: jud. Satu Mare, com. BERVENI, BERVENI, Lutărie Material: lut; modelare la roată | Fragment de amforă grecească. Piesa este modelată din lut de bună calitate, amestecat cu nisip fin. Are culoare cărămizie, suprafața bine netezită, de factură fină. S-a păstrat un fragment de le buza amforei împreună cu toartă și câteva fragmente din buza vasului. Pe toartă sunt ștampilate litere grecești. | Muzeul Județean, Satu | Cimec    |
|      | Umbo de scut             | Datare: Sec. III. a. Chr. Descoperit: jud. Satu Mare, Sanislău, Lutărie Material: Fier forjat | Formă romboidală, prevăzut cu perforații pentru fixarea de partea lemnoasă a scutului. | Muzeul Județean, Satu | Cimec    |
|      | Umbo de scut             | Datare: Sec. III. a. Chr. Descoperit: jud. Satu Mare, Sanislău, Lutărie Material: Fier forjat | Formă romboidală, prevăzut cu perforații pentru fixarea de partea lemnoasă a scutului. | Muzeul Județean, Satu | Cimec    |
|      | Vârf de lance            | Datare: Sec. III. a. Chr. Descoperit: jud. Satu Mare, Pișcolt, nisipărie Material: Fier forjat | Vârf de lance din fier, tip frunză. | Muzeul Județean, Satu | Cimec    |
|      | Vârf de lance            | Datare: Sec. III. a. Chr. Descoperit: jud. Satu Mare, Pișcolt, nisipărie Material: Fier forjat | Vârf de suliță, groasă din fier forjat, formă triunghiulară alungită. | Muzeul Județean, Satu | Cimec    |
|      | Brățară                  | Datare: Sec. III. a. Chr. Descoperit: jud. Satu Mare, Pișcolt, nisipărie Material: carbon | Brățară circulară de lignit, șlefuită, diametru 7,4 cm. | Muzeul Județean, Satu | Cimec    |
|      | Brățară                  | Datare: Sec. III. a. Chr. Descoperit: jud. Satu Mare, Pișcolt, nisipărie Material: fier, batere | Brățară simplă din fier, formă circulară, diametru 7,2 cm grosime cca. 0,5 cm. | Muzeul Județean, Satu | Cimec    |
|      | Fibulă                   | Datare: Sec. III. a. Chr. Descoperit: jud. Satu Mare, Pișcolt, nisipărie Material: fier, batere | Fibulă mare din fier, resortul compus din 2+2 spirale, coarda în față. | Muzeul Județean, Satu | Cimec    |
|      | Vârf de suliță           | Datare: Sec. III. a. Chr. Descoperit: jud. Satu Mare, Pișcolt, nisipărie Material: Fier forjat | Vârf de suliță din fier. | Muzeul Județean, Satu | Cimec    |
|      | Verigă de picior         | Datare: Sec. III. a. Chr. Descoperit: jud. Satu Mare, Pișcolt, nisipărie Material: bronz, turnare | Verigă masivă de picior cu 6 semiove, exteriorul prelucrat prin șlefuire. | Muzeul Județean, Satu | Cimec    |
|      | Verigă de picior         | Datare: Sec. III. a. Chr. Descoperit: jud. Satu Mare, Pișcolt, nisipărie Material: bronz, turnare | Verigă masivă de picior cu 6 semiove. | Muzeul Județean, Satu | Cimec    |
|      | Vârf de lance            | Datare: Sec. III. a. Chr. Descoperit: jud. Satu Mare, Pișcolt, nisipărie Material: Fier forjat | Vârf de lance din fier, tip frunză. | Muzeul Județean, Satu | Cimec    |
|      | Brățară                  | Datare: Sec. III. a. Chr. Descoperit: jud. Satu Mare, Pișcolt, nisipărie Material: bronz, turnare | Brățară masivă din bonz cu „boabe”. | Muzeul Județean, Satu | Cimec    |
|      | Fibulă cu buton          | Datare: Sec. III. a. Chr. Descoperit: jud. Satu Mare, Pișcolt, nisipărie Material: bronz, turnare | Fibulă de bronz cu buton simplu, resortul compus din 3+3 spire, coarda în față, piciorul ornamentat în formă de ceapă. | Muzeul Județean, Satu | Cimec    |
|      | Fibulă cu buton          | Datare: Sec. III. a. Chr. Descoperit: jud. Satu Mare, Pișcolt, nisipărie Material: bronz, turnare | Fibulă de bronz cu buton simplu, resortul compus din 3+3 spire, coarda în față, piciorul ornamentat în formă de ceapă. | Muzeul Județean, Satu | Cimec    |
|      | Vârf de lance            | Datare: Sec. III. a. Chr. Descoperit: jud. Satu Mare, Pișcolt, nisipărie Material: Fier forjat | Vârf de lance din fier, tip frunză, nervură la mijloc. | Muzeul Județean, Satu | Cimec    |
|      | Vârf de lance            | Datare: Sec. III. a. Chr. Descoperit: jud. Satu Mare, Pișcolt, nisipărie Material: Fier forjat | Vârf de lance de mari dimensiuni, formă de frunză, realizată din fier forjat cu nervură la mijloc. | Muzeul Județean, Satu | Cimec    |
|      | Topor                    | Datare: A doua jumătate a mileniului VI î. Hr. Descoperit: jud. Satu Mare, com. Homoroade, Homorodu de Sus, Necunoscut Material: piatră șlefuită cu început de perforare | Fragment de topor șlefuit din piatră, cu început de perforare. | Muzeul Județean, Satu | Cimec    |
|      | Nucleu                   | Datare: Neo-eneolitic Descoperit: jud. Satu Mare, Necunoscută Material: obsidian; cioplire | Nucleu piramidal din obsidian. | Muzeul Județean, Satu | Cimec    |
|      | Nucleu                   | Datare: A doua jumătate a mileniului VI î. Hr. Descoperit: jud. Satu Mare, Tășnad, SERE Material: obsidian; cioplire | Nucleu piramidal din obsidian. | Muzeul Județean, Satu | Cimec    |
|      | Oală                     | Datare: 3900 - 3700 î. Hr. Descoperit: jud. Satu Mare, com. Tiream, Vezendiu, Colțarât Material: ceramică | Oală cu corpul profilat, bombat, cu o toartă perforată deasupra diametrului maxim al vasului, ornamentat prin canelură lată, oblică. | Muzeul Județean, Satu | Cimec    |
|      | Oală                     | Datare: Prima jumătate a mileniului IV a. Ch. Descoperit: jud. Satu Mare, com. Urziceni, Urziceni, Vamă Material: ceramică | Vas tip "oală de lapte" cu gât cilindric și corp bombat, cu două toarte perforate amplasate pe buză. | Muzeul Județean, Satu | Cimec    |
|      | Oală                     | Datare: Prima jumătate a mileniului IV a. Ch. Descoperit: jud. Satu Mare, com. Urziceni, Urziceni, Vamă Material: ceramică | Vas tip "oală de lapte" cu gât scurt, buza evazată, corpul bombat, fund inelar, cu două torți perforate orizontal pe umăr. | Muzeul Județean, Satu | Cimec    |
|      | Oală                     | Datare: Prima jumătate a mileniului IV a. Ch. Descoperit: jud. Satu Mare, com. Urziceni, Urziceni, Vamă Material: ceramică | Oală cu corp profilat, alungit, cu gât înalt, fund drept, cu două torți perforate orizontal, amplasate în zona diametrului maxim al vasului. | Muzeul Județean, Satu | Cimec    |
|      | Oală                     | Datare: Prima jumătate a mileniului IV a. Ch. Descoperit: jud. Satu Mare, com. Urziceni, Urziceni, Vamă Material: ceramică | Vas tip "oală de lapte", cu buza ușor evazată, cu două torți perforate plasate pe buza vasului, cu corpul bombat, de categorie semifină, culoare brun închis cu flecuri, degresat cu nisip. | Muzeul Județean, Satu | Cimec    |
|      | Oală                     | Datare: Prima jumătate a mileniului IV a. Ch. Descoperit: jud. Satu Mare, com. Urziceni, Urziceni, Vamă Material: ceramică | Vas mic tip "oală de lapte", cu aspect piriform, foarte bombat, cu două toarte perforate sub buză, de categorie semifină, culoare negru-cenușiu cu flecuri cafenii, degresat cu cioburi pisate și nisip cu bob mare. | Muzeul Județean, Satu | Cimec    |
|      | Strachină                | Datare: Prima jumătate a mileniului IV a. Ch. Descoperit: jud. Satu Mare, com. Urziceni, Urziceni, Vamă Material: ceramică | Strachină cu pereții ușor arcuiți, fund drept, cu două toarte perforate sub buză, de categorie semifină, de culoare negru-cenușiu, degresat cu cioburi pisate. | Muzeul Județean, Satu | Cimec    |
|      | Idol                     | Datare: A doua jumătate a mileniului VI a.Ch. Descoperit: jud. Satu Mare, com. Tășnad, Tășnad, Sere, str. Ștefan cel Mare, în zona ștrandului termal Material: lut | Idol antropomorf păstrat fragmentar, reprezentând o figură umană cu capul triunghiular, ochii redați prin două adâncituri orizontale, nasul printr-o mică proeminență, gura printr-o adâncitură, bărbia printr-o mică incizie. | Muzeul Județean, Satu | Cimec    |
|      | Pandantiv                | Datare: A doua jumătate a mileniului IV a.Ch. Descoperit: jud. Satu Mare, com. Homoroade, Homorodu de Sus, Ograda Borzului Dimensiuni: perforație orizontală de 4 mm Material: lut | Pandantiv din lut, de culoare brun, de formă bitronconică, cu perforație orizontală de 4 mm. | Muzeul Județean, Satu | Cimec    |
|      | Lingură                  | Datare: A doua jumătate a mileniului IV a.Ch. Descoperit: jud. Satu Mare, com. Homoroade, Homorodu de Sus, Ograda Borzului Material: lut | Lingură de lut cu coada de formă conică și cupa lingurii de formă ovală. | Muzeul Județean, Satu | Cimec    |
|      | Altar                    | Datare: A doua jumătate a mileniului IV a.Ch. Descoperit: jud. Satu Mare, com. Homoroade, Homorodu de Sus, Ograda Borzului Material: lut | Altar cu patru picioare, de formă rectangulară cu două mici proeminențe pe laturile scurte, cu recipient rectangular deasupra. | Muzeul Județean, Satu | Cimec    |
|      | Vas miniatural           | Datare: Prima jumătate a mileniului IV a. Ch. Descoperit: jud. Satu Mare, com. Cămin, Cămin, Podul Crasnei Material: ceramică | Vas miniatural tronconic, scund, fund drept, cu două torți-butoni amplasate pe buza vasului. | Muzeul Județean, Satu | Cimec    |